# 英國電視

英國廣播公司（BBC）是全球規模最大的公共廣播機構。

英國電視的定期廣播服務始於1936年，該服務為一項無廣告的公共服務；而英國早在1926年就首次進行了機械掃描電視傳輸實驗。目前，英國境內通過諸多節目分發渠道提供了一系列免費接收、免費觀看及付費電視服務；通過這些服務，消費者可以觀看大約480個電視頻道（含點播頻道）。 六個主要頻道所有者為英國觀眾提供了大部分觀看內容。
每年英國的電視製作機構製作大概27,000小時時長的國內節目，耗資約26億英鎊。 自2012年10月24日起，隨著北愛爾蘭的模擬傳輸結束，英國的所有電視廣播均採用數字格式。數字電視節目通過無線、有線、衛星及IPTV等方式進行傳輸。截至2003年，英國53.2%的家庭通過無線觀看，31.3%通過衛星觀看，15.6%通過有線觀看。
皇家電視學會是一家總部位於英國的教育慈善機構，致力於討論和分析過去、現在和未來的各種形式的電視。它也是世界上最古老的電視協會。

## 電視廣播提供機構
英國的免費接收、免費觀看、付費電視服務供應機構所提供的頻道數量及頻道種類各不相同；這些頻道種類包括節目指南、隨選視訊、高清頻道、紅鍵互動電視等，它們的服務覆蓋了整個英國。所有的廣播提供機構都提供英國五大收視率最高的電視頻道：BBC電視一台、BBC電視二台、獨立電視台、第四台和第五台。
英國的電視廣播服務或以無線電波形式通過地面及衛星傳播；或以光及電信號形式通過地面電纜傳播。同時這些方式都遵守數位視訊廣播標準。在英國及歐洲大部分地區所銷售的電視機都預裝了DVB-T調諧器。在付費數字無線電視服務商ITV數字於2002年陷入財政困境後，ITV數字改組成為Freeview並不再收取訂閱費。機頂盒通常由於接收其他服務商所提供的電視信號。同時大部分電視頻道將自己的附加視頻流媒體信號通過互聯網或自有的網際協議網路進行分發。
| 服務商名稱                                 | 開業年份 | 是否收費                   | 頻道數量                                  | 家庭用戶數 | 點播服務 | 備註                                   |
| ------------------------------------------ | -------- | -------------------------- | ----------------------------------------- | ---------- | -------- | -------------------------------------- |
| 無線電視服務提供商                         |          |                            |                                           |            |          |                                        |
| Freeview                                   | 2002年   | 免费                       | 電視頻道：50+ 廣播頻道：20                | 1,132萬    | 是       | 點播服務通過Freeview Play硬件實現。    |
| 無線電視與網絡電視（流媒體）混合服務提供商 |          |                            |                                           |            |          |                                        |
| BT電視                                     | 2006年   | 付费                       | 無線頻道：同Freeview IPTV頻道：不詳       | 不適用     | 是       | 需要同時購買BT寬帶服務。               |
| Freeview Play                              | 2015年   | 免费                       | 無線頻道：同Freeview                      | 不適用     | 是       |                                        |
| 網璣電視                                   | 2019年   | 付费                       | 無線頻道：同Freeview IPTV頻道：不詳       | 不適用     | 是       | 可直接購買或通過其他寬帶服務商代訂閱。 |
| TalkTalk電視                               | 2000年   | 付费                       | 無線頻道：同Freeview IPTV頻道：不詳       | 不適用     | 是       | 需要同時購買TalkTalk寬帶服務。         |
| YouView                                    | 2012年   | 實時 / 回放：免費 可選付費 | 無線頻道：同Freeview IPTV頻道：視具體情況 | 1,830萬    | 是       | BT電視與TalkTalk電視均使用YouView。    |
| 衛星電視服務提供商                         |          |                            |                                           |            |          |                                        |
| Freesat                                    | 2008年   | 免费                       | 電視頻道：115 廣播頻道：38                | 1,080萬    | 是       |                                        |
| Sky                                        | 1998年   | 付费                       | 電視頻道：400+ 廣播頻道：150+             | 8,410萬    | 是       |                                        |
| 有線電視服務提供商                         |          |                            |                                           |            |          |                                        |
| 維珍媒體                                   | 2006年   | 付费                       | 電視頻道：250+ 廣播頻道：35+              | 3,910萬    | 是       |                                        |

廣播受眾研究會每季度都會發佈各電視服務提供平台所擁有的家庭用戶數。匯總2020年第一季度數據的顯示，英國大約56%的家庭用戶付費訂閱了一個或多個平台的服務；而44%的家庭則堅持只使用免費平台。
| 圖例                                                               | 圖例                            | 家庭用戶數 | 所佔百分比 |
| ------------------------------------------------------------------ | ------------------------------- | ---------- | ---------- |
|                                                                    | 免費電視用戶 Freeview / Freesat | 1,240萬    | 44%        |
| 付費電視用戶（至少訂閱1個付費平台） Sky / 維珍 / BT / TalkTalk電視 | 1,492萬                         | 56%        |            |

### 數字無線電視

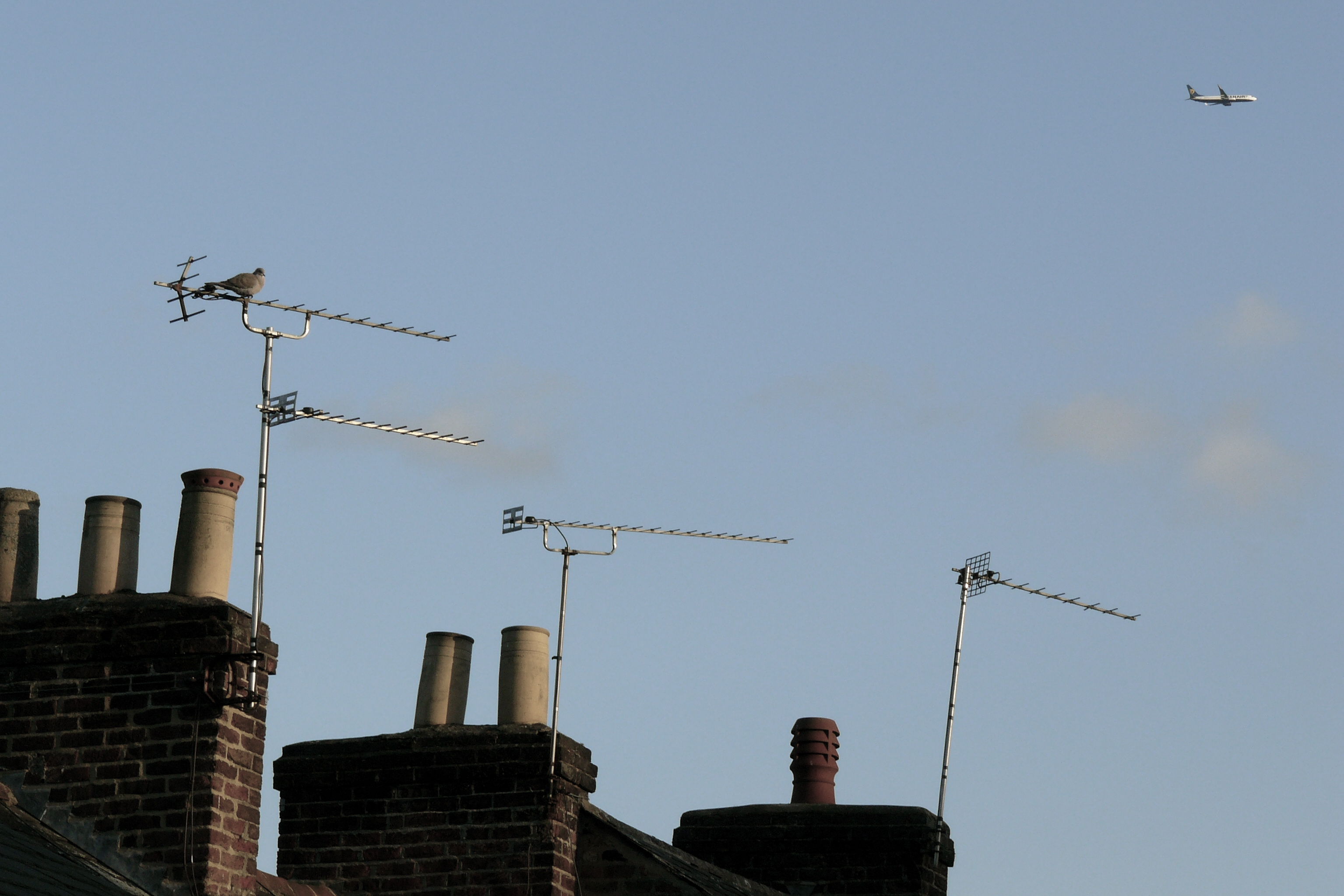
安裝在煙囪上用於接收電視信號的電視天線。這些天線型號都是八木天線。

英國最主要的數字無線電視服務提供商Freeview於2002年推出，這是一個可供免費觀看電視的平台。它取代在1997年至2002年期間運營的ON數字或ITV數字，它們均是需要支付訂閱費的付費電視平台。事實上，數字無線電視本身就是1936年到2012年期間在英國境內所運行的模擬無線電視的替代品。
截至2023年8月，Freeview向英國境內觀眾提供超過100個電視頻道， 而這些頻道均可以通過電視天線接收並免費觀看。Freeview由人人電視有限公司（前身為“數字英國公司”）與數字電視服務有限公司共同運營，而它們均由英國廣播公司、獨立電視公司、英國第四頻道公司和英國天空等合資建立。 而其信號傳輸網絡則是由Arqiva負責運營。
將多個頻道打包進行傳輸的技術稱為“多路復播”，因此每個地區可以收看到的電視頻道數上限取決於當地擁有多少個多路復播傳輸設備。目前英國90%的家庭通過六個全國性多路復播旗下的92個發射設備觀看電視；而9%的家庭則是通過三個多路復播的1,067個發射設備收看電視。 在北愛爾蘭，來自愛爾蘭共和國的多路傳輸頻道可以通過3個發射機覆蓋71%的北愛爾蘭家庭。本地電視和電台頻道通過額外多路復播的44個發射設備覆蓋到全英國54%的家庭；而大曼徹斯特郡54%的家庭還能使用額外的多路復播。
多路復播供應商均銷售混合式機頂盒或智能電視機，以便將無線電視頻道與流媒體內容（網絡電視）內容相結合。BBC iPlayer、ITVX、Channel 4等基於互聯網的電視服務可以通過Freeview Play、網璣電視、YouView等寬帶接收設備進行觀看。這些還支持訂閱服務，例如Netflix和Amazon Prime Video等。BT電視和TalkTalk電視則利用網璣和YouView為各自的寬帶服務使用者提供額外的訂閱服務。網璣電視的機頂盒則將Freeview Play與多家訂閱付費頻道結合在一起，消費者可以直接購買或從其他寬帶服務供應商購買內容。
Saorview是愛爾蘭共和國在2011年推出的無線電視服務，其可以通過發射機的信號溢出覆蓋北愛爾蘭的部分地區。

### 有線電視

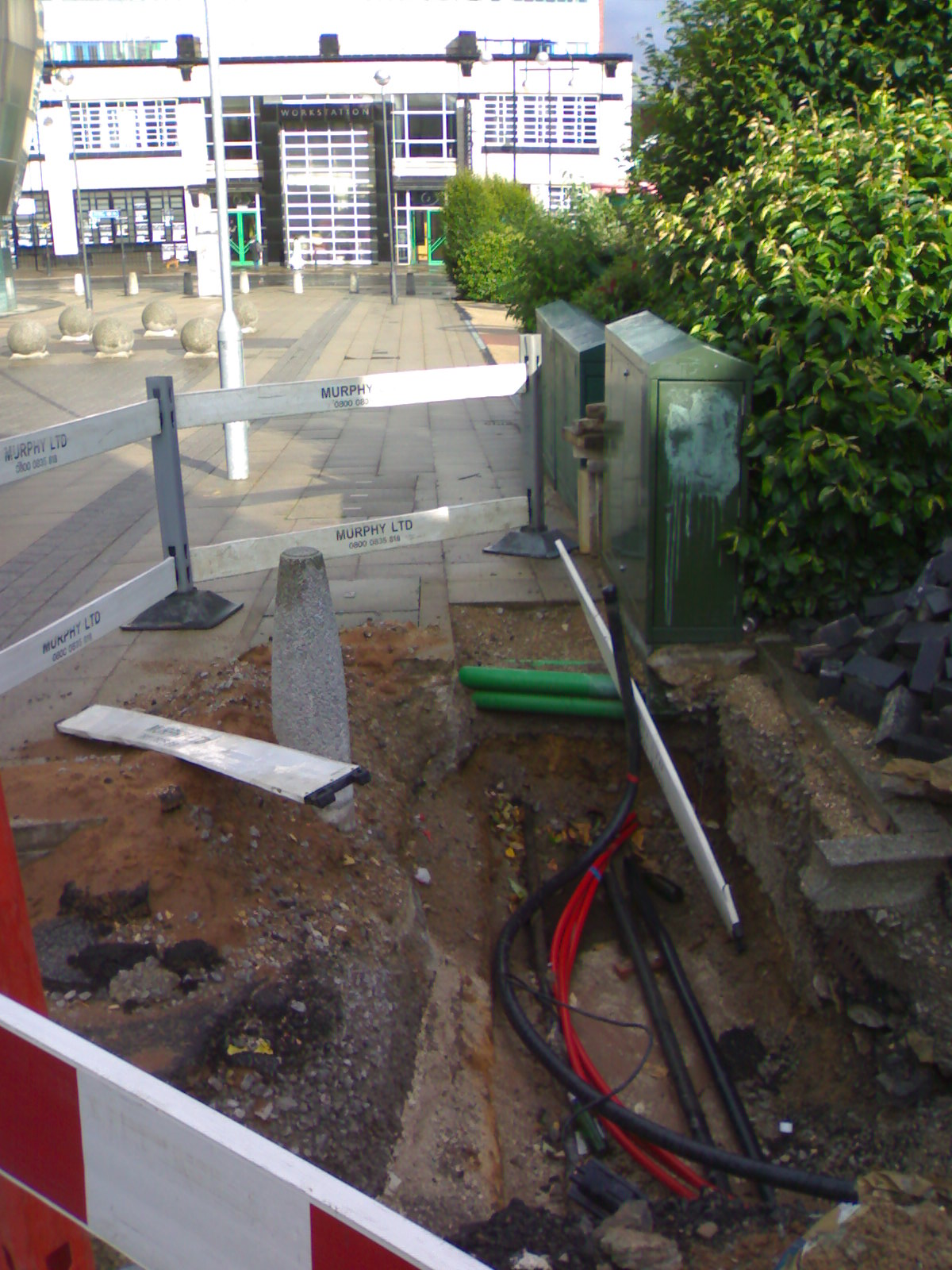
圖中裸露的電纜被用於傳輸有線電視信號。在英國有覆蓋有線電視的地區，綠盒子是常見的東西；地下井的井蓋還上通常印有“有線電視”字樣。

在1980年代末期到1990年代，英國許多地區公司紛紛開發出了有線電視技術；出現這個現象的問題是由於英國的有線電視執照是按城市頒發的。
不過從1990年代中期開始，有線電視公司開始互相兼併。到了世紀之交的時候，英國境內就只剩下三大有線電視供應商：全國跨通訊公司、西方電信和有線與無線通訊。
2007年，全國跨通訊公司與西方電信合併組建了維珍媒體並為英國55%的家庭提供服務。
有線電視在英國通常是一種捆綁服務，會搭配有線電話或寬帶服務進行銷售。

### 衛星電視

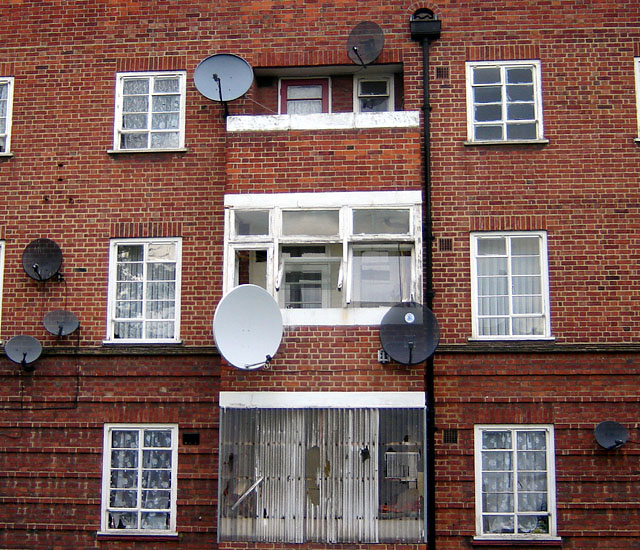
位於英國倫敦哈克尼區某建築物墻上的碟形衛星天線。這些較小的橢圓碟形衛星天線也被叫作“小耳朵”，主要用於接受英國境內的衛星電視服務；而那些較大的碟形天線則可以接受英國境外的衛星電視服務。

英國境內目前有兩種運營策略截然不同的直接廣播衛星電視服務。直接廣播衛星電視也被稱為“直接到戶衛星電視服務（ / ）”，這種稱呼主要是與其他非針對電視觀眾所接收的衛星信號進行區分。
天空電視是由康卡斯特集團旗下天空公司所推出的付費電視訂閱服務；該服務於1998年推出，最初名為“天空數字”。與天空公司在1989年推出的模擬電視服務相比，新服務提供了更多的電視頻道可供選擇，同時電視圖像也新增了寬屏幕電視格式，並且還提供互動電視及與電視頻道首播時間錯開的“准視頻點播式”的按次付費點播服務。此後天空電視還推出了諸如高清電視、3D電視、數字視頻錄像及在其他設備查看錄像內容的功能，同時允許消費者通過互聯網進行遠程操作以添加新的錄製內容並且通過衛星接收器連接寬帶來訂閱天空電視或其他第三方電視服務商的內容。天空電視的訂閱服務還包括對天空GO的訪問權，天空GO允許計算機和移動設備通過互聯網來訪問用戶所訂閱的內容。
Freesat（免費衛星）是由英國廣播公司和獨立電視公司合資建立的免費衛星電視服務公司。與天空公司的天空電視相比，Freesat並不需要用戶去額外購買觀看卡（Viewing Card）。Freesat也與天空電視那樣提供高清電視、數字視頻錄像及視頻點播等服務。Freesat的節目指南界面已經列出了所有可以觀看的電視頻道，而不需要再付費訂閱。
天空電視和Freesat都是通過歐洲衛星公司旗下位於東經28°的阿斯特拉衛星（阿斯特拉2E / 2F / 2G）進行信號傳輸。由於它們都位於地球靜止軌道上，因此它們實際都處於地球赤道（維度0°東經28°）海拔35,786公里的軌道上，即在剛果民主共和國上方。

## 網絡視頻服務機構

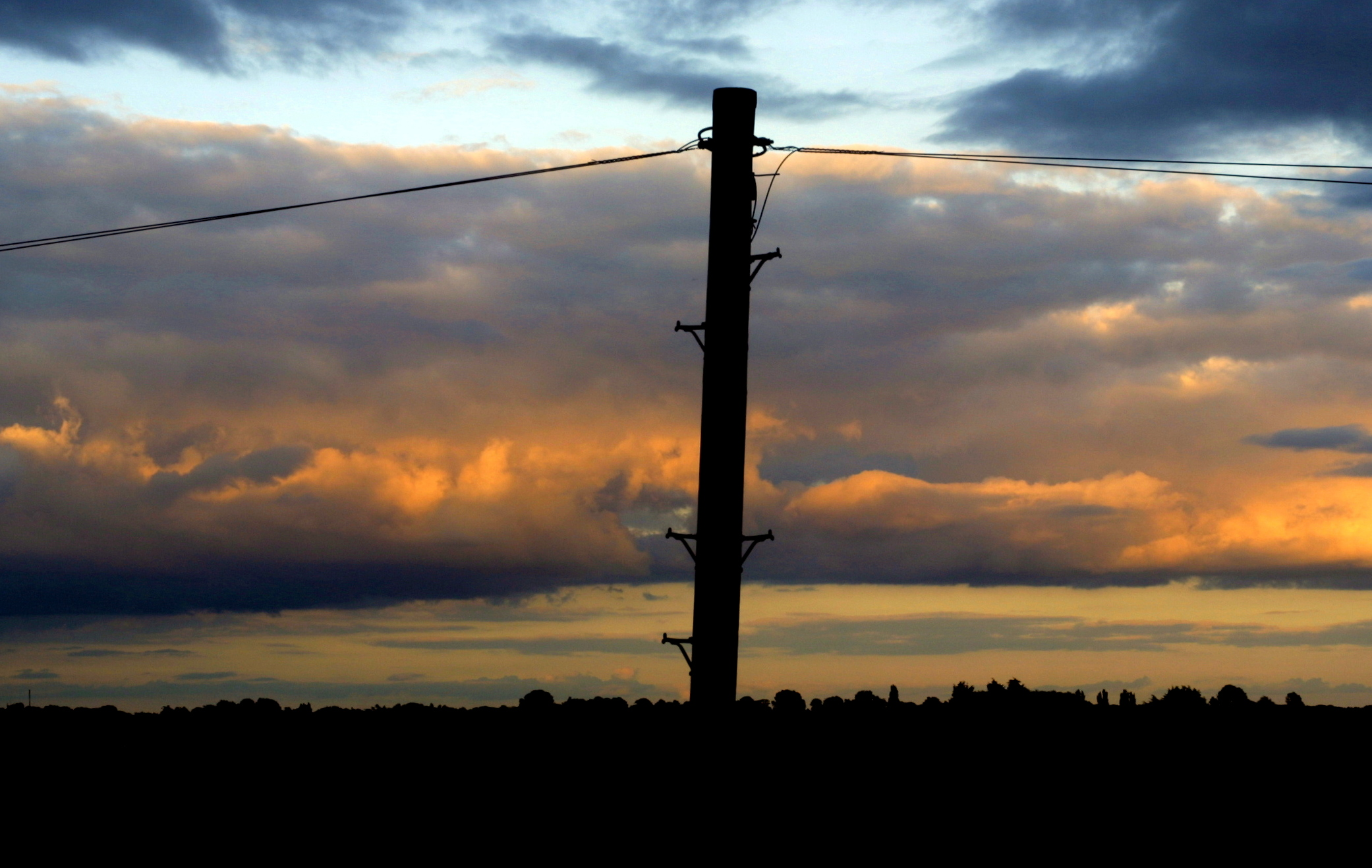
寬帶電視服務通常通過銅質電話線進行分發。

電視通過互聯網可以提供流媒體播放或下載服務，並且包括業餘或專業製作的內容。在英國，大多數廣播公司都提供電視回看業務，允許觀眾在電視節目播出結束後通過視頻窗口觀看該節目。在線視頻可以通過移動設備、計算機、內置網絡連接功能的電視機以及通過連接外置設備（機頂盒 / 流媒體電視棒 / 遊戲主機）的電視機來觀看。大多數廣播電視提供商已將其機頂盒與網絡視頻服務進行綁定，以提供混合廣播及在線服務。

### 追看服務
自2006年以來，英國的電視頻道所有者和內容製作人一直在創建互聯網服務來訪問他們的節目。通常，這些內容在節目正常播放之後的一個視頻窗口中可用。但是這些服務通常會阻止英國境外的用戶使用。
| 服務名      | 所有者                          | 可追看頻道                              | 可追看時限 | 其他內容 | 流媒體播放 | 下載   | 是否收費                      |
| ----------- | ------------------------------- | --------------------------------------- | ---------- | -------- | ---------- | ------ | ----------------------------- |
| BBC iPlayer | 英國廣播公司                    | BBC電視頻道 威爾斯第四台                | 30天       | 是       | 是         | 是     | 免费                          |
| S4C         | 威爾斯第四台管理局              | 威爾斯第四台                            | 35天       | 是       | 是         | 否     | 免费                          |
| Channel 4   | 第四頻道電視公司                | Channel 4、E4 More4、4seven、Film4      | 30天       | 是       | 是         | 是     | 免費流媒體播放 訂閱可免看廣告 |
| ITVX        | 獨立電視公司                    | ITV1、ITV2 ITV3、ITV4、ITVBe            | 30天       | 是       | 是         | 需訂閱 | 免費流媒體播放 訂閱可免看廣告 |
| My5         | 派拉蒙電視網 英國和澳大利亞公司 | Channel 5、5Action 5Select、5USA、5Star | 30天       | 是       | 是         | 否     | 免费                          |
| Sky Go      | 天空集團                        | 約150個頻道                             | 未知       | 需訂閱   | 是         | 需訂閱 | 付费                          |
| STV Player  | 蘇格蘭電視集團                  | STV                                     | 30天       | 是       | 是         | 否     | 免費流媒體播放 訂閱可免看廣告 |
| UKTV Play   | 英國電視媒體公司                | Dave、Drama W、Yesterday                | 30天       | 是       | 是         | 否     | 免费                          |

### 在線專業製作視頻服務
英國有許多在線視頻服務商，它們提供訂閱、租賃或買斷等選項的組合付費方式來觀看電視。這些服務大部分都可以通過任何互聯網服務供應商獲得，但少數需要專門的寬帶服務。有些服務還會出售第三方服務，例如Amazon Prime Video。
廣播受眾研究會也會追蹤調查訂閱了Netflix、Amazon Prime Video、NOW服務的家庭，這些家庭也被稱為“SVOD家庭”。根據廣播受眾研究會所發佈的2020年第一季度數據顯示，英國大約有53%的家庭至少訂閱了一個在線視頻服務，而同時也有24%的家庭至少訂購了兩個服務。同時該數據也顯示，在英國，Netflix擁有1,301萬訂閱用戶，Amazon Prime Video擁有786萬訂閱用戶，而NOW則擁有162萬訂閱用戶。對比廣播受眾研究會發佈的同時期傳統電視服務提供商數據，約有56%的英國家庭訂閱了付費電視。
| 圖例                            | 圖例       | 家庭用戶數 | 所佔百分比 |
| ------------------------------- | ---------- | ---------- | ---------- |
|                                 | 非付費用戶 | 1,331萬    | 47%        |
| 付費用戶（至少訂閱1個付費服務） | 1,501萬    | 53%        |            |

下表總結了一些可以在英國可用的網絡電視服務商。為了表單簡潔，本表不收錄僅提供追趕服務、業餘製作者內容、個人頻道、非法或成人內容分發商、僅免費電視台節目的內容商、門戶網站及不針對英國的服務商。同時，表中所提及的“免費”僅指使用電視服務免費，不包括網絡連接及電視執照等費用。
| | 免費                                                           | 僅訂閱付費                                                                        | 租賃 / 買斷付費                                                                       | 訂閱 / 租賃 / 買斷付費                       |
| 英國服務商 | BBC iPlayer BFI Player Channel 4 ITVX My5 STV Player UKTV Play | BritBox Channel 4+ Flix Premiere ITVX Premium NOW Sky Go STV Player+ Virgin TV Go | Curzon Home Cinema Dogwoof On Demand Sky Store Virgin Media Store                     | BFI Player BT TV Digital Theatre TalkTalk TV |
| 國際服務商 | Plex Pluto TV Samsung TV Plus Vevo                             | Apple TV+ Discovery+ Netflix TVPlayer                                             | Chili Google Play iTunes Store Microsoft Movies & TV Pantaflix YouTube Movies & Shows | Amazon Prime Video Disney+ Rakuten TV        |
| 註：其他可用英鎊支付的國際網絡電視服務還包括Acorn TV、Arrow、BKTV、Crunchyroll、Dekkoo、Demand Africa、Docsville、Funimation Now、GuideDoc、Hayu、Hoichoi、Hotstar、愛奇藝、iWantTFC、MUBI、Newsplayer+、Revry、Shudder、Starz、True Story、WOW Presents Plus和ZEE5。 |                                                                |                                                                                   |                                                                                       |                                              |

## 電視頻道及所有者
廣播受眾研究會負責統計英國境內電視收視數據。截至2023年7月的數據，英國每個家庭的每日收看電視的時長為2小時34分55秒；所有電視頻道中，有18個頻道的月收視份額≥1.00%。
| 頻道                        | 所屬公司                         | 是否收費 | 月收視份額 （單位：%） | 日均收看時長 （單位：分:秒） |
| --------------------------- | -------------------------------- | -------- | ---------------------- | ---------------------------- |
| BBC電視一台                 | 英國廣播公司                     | 免费     | 18.92                  | 29:18                        |
| 獨立電視一台 / 蘇格蘭電視台 | 獨立電視公司 / 蘇格蘭電視集團    | 免费     | 13.41                  | 20:46                        |
| BBC電視二台                 | 英國廣播公司                     | 免费     | 5.92                   | 9:10                         |
| 第四台                      | 第四頻道電視公司                 | 免费     | 4.79                   | 7:26                         |
| 第五台                      | 第五頻道廣播公司（派拉蒙）       | 免费     | 4.13                   | 6:24                         |
| 獨立電視三台                | 獨立電視公司                     | 免费     | 2.85                   | 4:25                         |
| BBC非線性頻道               | 英國廣播公司                     | 免费     | 2.32                   | 3:35                         |
| 獨立電視二台                | 獨立電視公司                     | 免费     | 2.16                   | 3:20                         |
| 戲劇頻道                    | 英國電視媒體公司（英國廣播公司） | 免费     | 1.54                   | 2:23                         |
| 天空體育主賽事頻道          | 英國天空有限公司（康卡斯特）     | 付费     | 1.44                   | 2:14                         |
| 第四台娛樂頻道              | 第四頻道電視公司                 | 免费     | 1.40                   | 2:10                         |
| 第四台電影頻道              | 第四頻道電視公司                 | 免费     | 1.32                   | 2:03                         |
| 第五台美國頻道              | 第五頻道廣播公司（派拉蒙）       | 免费     | 1.29                   | 2:00                         |
| 獨立電視四台                | 獨立電視公司                     | 免费     | 1.14                   | 1:46                         |
| 天空體育板球頻道            | 英國天空有限公司（康卡斯特）     | 付费     | 1.11                   | 1:44                         |
| BBC幼兒台                   | 英國廣播公司                     | 免费     | 1.06                   | 1:39                         |
| BBC新聞台                   | 英國廣播公司                     | 免费     | 1.03                   | 1:35                         |
| 第四台生活頻道              | 第四頻道電視公司                 | 免费     | 1.00                   | 1:33                         |

同時也是截至2023年7月的數據，英國境內有7家電視集團的收視總份額佔比超過1%。需要注意的是，廣播受眾研究會將英國廣播公司和它的子公司英國電視媒體公司，以及派拉蒙電視網英國和澳大利亞公司和它的子公司CBS-AMC电视网英国公司（CBS-AMC Networks UK）的數據分別進行了統計。此外也無法明確表中所指的ITV是單指獨立電視公司還是指獨立電視網兩大所有者獨立電視公司與蘇格蘭電視集團的商業聯盟；為了統計方便，本章節特指獨立電視公司與蘇格蘭電視集團
。
| 電視公司                         | 佔總收視時長份額 （單位：%） | 日均收看時長 （單位：分:秒） |
| -------------------------------- | ---------------------------- | ---------------------------- |
| 英國廣播公司                     | 19.73                        | 47:24                        |
| 獨立電視公司 / 蘇格蘭電視集團    | 13.37                        | 32:08                        |
| 英國天空有限公司（康卡斯特）     | 6.88                         | 16:31                        |
| 第四頻道電視公司                 | 6.04                         | 14:31                        |
| 第五頻道廣播公司（派拉蒙）       | 5.15                         | 12:22                        |
| 英國電視媒體公司（英國廣播公司） | 3.04                         | 7:19                         |
| 華納兄弟探索公司                 | 2.90                         | 6:58                         |

### 英國廣播公司和英國電視媒體公司
英國廣播公司是全球歷史最悠久和規模最大的廣播公司，也是英國最主要的公共廣播電台和電視服務的廣播公司。英國廣播公司電視部門的主要資金來自於電視執照費及向海外市場銷售其節目所得；其旗下頻道均不播出電視廣告。在英國境內，所有觀看和錄製電視節目的家庭都需要繳納電視執照費， 具體費用額度則由英國政府與英國廣播公司定期協商確定。
英國廣播公司的第一個模擬無線電視頻道“BBC電視服務（BBC Television Service）”於1936年推出，該頻道在英國廣播公司於1964年緊隨獨立電視公司的獨立電視一台推出英國境內第三個模擬無線電視頻道BBC電視二台後更名為“BBC電視一台”。BBC新聞24小時頻道是於1997年推出的模擬有線電視頻道，後於2008年更名為“BBC新聞台”。BBC國會台最初名為“國會頻道（The Parliamentary Channel）”，是一個模擬有線電視頻道；英國廣播公司在1998年收購了該頻道。同時也是在1998年英國廣播公司開始進行數字信號播出，並在無線電視和有線電視之外通過人造衛星播出新頻道。
BBC iPlayer是英國廣播公司推出的基於互聯網服務，用戶可以通過該服務收看英國廣播公司電視部門旗下所有的電視頻道，以及威爾士語公共廣播機構威爾斯第四台的內容和英國廣播公司電台部門的所有廣播節目。
英國電視媒體公司是英國廣播公司旗下商業分支BBC工作室所擁有的一家電視公司。英國電視媒體公司起源自1992年開播的英國黃金台，該台在1997年開始擴大其旗下頻道。英國廣播公司直到2019年6月才獲得該公司的完全所有權。與英國廣播公司電視部門旗下的公共電視頻道不同的是，英國電視媒體公司的電視頻道均含有商業廣告。
|          | 英國廣播公司 （公共電視頻道） | 英國電視媒體公司 （商業電視頻道）                                   |
| -------- | --- | ------------------------------------------------------------------- |
| 免費頻道 | BBC電視一台、BBC電視二台 BBC電視三台、BBC電視四台 BBC新聞台、BBC國會台 BBC少兒台、BBC幼兒台 BBC蘇格蘭頻道、BBC蓋爾語頻道 BBC紅鍵 | 戴夫頻道、戲劇頻道、W頻道、昨日頻道                                 |
| 付費頻道 | — | 藉口頻道、戴夫高清頻道 伊甸園頻道、黃金頻道 W高清頻道、昨日高清頻道 |
| 網絡電視 | BBC iPlayer | UKTV Play                                                           |

### 獨立電視公司
獨立電視網，其旗艦頻道為獨立電視一台（英格蘭 / 威爾斯 / 北愛爾蘭）和蘇格蘭電視台（蘇格蘭），是一個擁有14個地區性和1個全國性商業電視專營權的電視網；該聯播網開播於1955年，旨在於英國廣播公司競爭。獨立電視網是英國國內第一家由電視廣告支持的商業電視台。最初，獨立電視網各地區的加盟台都是獨立運營並使用各自的廣播標識，但經過一系列的合併、接管及監管放鬆後，該電視網的13個電視特許專營權已被獨立電視公司持有，而剩下的2個則由蘇格蘭電視集團持有。自2012年起，獨立電視公司開始負責製作該電視網的全國性節目，而蘇格蘭電視集團則成為該公司的附屬公司。
蘇格蘭電視集團為其在蘇格蘭的兩個特許經營頻道使用“蘇格蘭電視台”這一頻道品牌。而儘管阿爾斯特電視台自從2020年4月開始使用“獨立電視網”或“獨立電視一台”頻道品牌，但是獨立電視公司還是在北愛爾蘭保留了“阿爾斯特電視台”這一頻道品牌；而而在其他地區還是使用“獨立電視一台”頻道品牌。獨立電視網晨間節目時段的特許經營權歸獨立電視公司所有，但該節目時段在蘇格蘭電視台則難以區分。需要注意的是，獨立電視網在法律上還是保留著它們在1990年時所使用的名稱“第三頻道（Channel 3）”；不過該名稱目前也僅有英國通訊管理局尚在使用。
自1998年推出獨立電視二台開始，獨立電視公司也開始了多頻道化運營策略。
|          | 獨立電視公司                                                         | 蘇格蘭電視集團 |
| -------- | -------------------------------------------------------------------- | -------------- |
| 免費頻道 | 獨立電視一台、獨立電視二台 獨立電視三台、獨立電視四台 獨立電視娛樂台 | 蘇格蘭電視台   |
| 網絡電視 | ITVX                                                                 | STV Player     |

### 第四頻道電視公司
第四頻道電視公司成立於1982年，是英國一家國有全國性廣播公司，其運營資金來自包括電視廣告在內的商業活動。第四頻道電視公司從獨立廣播局獲得更大自主性後取得了極大的發展，先後開設了一系列多頻道數字電視服務，例如：第四台娛樂頻道、第四台電影頻道、第四台生活頻道、第四台音樂頻道、第四台精選頻道及其對應的各個時移頻道。同時自2005年開始，第四頻道電視公司一直都是Freeview的聯營公司之一，並和獨立電視公司聯合負責英國六個全國性數字無線電視多路復播系統中的數字3號和4號。自數字電視普及之後，第四頻道電視公司旗下電視頻道也實現了在威爾士的全面覆蓋。第四台英國首個不提供區域節目選項的電視頻道，但它確實有六個固定的廣告區域。
第四頻道電視公司與鮑爾媒體集團共同擁有盒子＋電視網並負責運營鮑爾媒體集團旗下的音樂頻道。
|          | 第四頻道電視公司 | 盒子＋電視網                                         |
| -------- | --- | ---------------------------------------------------- |
| 免費頻道 | 第四台、第四台高清頻道 第四台生活頻道、第四台電影頻道 第四台娛樂頻道、第四台附加娛樂頻道 第四台精選頻道、第四台高清精選頻道 | 盒子頻道、親親頻道 魔法頻道、啷噹頻道 第四台音樂頻道 |
| 付費頻道 | 第四台高清娛樂頻道 第四台高清生活頻道 第四台高清電影頻道                                                                    | —                                                    |
| 網絡電視 | Channel 4 | 盒子＋                                               |

### 英國天空有限公司
英國天空有限公司是美國跨國媒體集團康卡斯特集團在歐洲的一家廣播公司。 天空電視於1989年推出，通過衛星傳輸其旗下的四個頻道：天空頻道、天空新聞台、天空電影台和歐洲體育台。這些頻道最初都是免費接收的衛星電視頻道，但天空電影台在1990年代初轉為付費訂閱頻道，隨後其他天空電視頻道也陸續轉為付費電視頻道。天空新聞台則是英國首家新聞專門頻道，同時也是該國首個面向消費者的衛星電視服務。在擊敗了英國衛星廣播公司後，英國天空公司與其合併組建了“英國天空廣播公司（)”。天空電視的衛星電視服務逐步轉變為一個廣播平台，該平台除了提供天空電視的自有電視頻道及按次點播服務外，同時還提供其他廣播機構的電視頻道。英國天空有限公司的數字電視平台在1998年推出，而其原有的模擬電視平台則在2001年宣佈關閉。2018年，英國天空有限公司被康卡斯特收購。
2012年，英國天空有限公司開始運營互聯網電視流媒體服務NOW，該服務提供無固定期限的訂閱合同。
自數字電視開始普及之後，英國天空有限公司旗下的頻道組合有了大幅增長。英國天空通過其競爭對手的有線電視和互聯網服務，以及自有的衛星電視和NOW向英國觀眾播出其旗下頻道。
|                  | 康卡斯特集團 | 康卡斯特集團      | 康卡斯特集團                                        | 康卡斯特集團                     |
| 英國天空有限公司 | 英國天空有限公司 | 英國天空有限公司  | NBC環球集團                                         |                                  |
| 全資所有         | 天空體育賽馬台合資 | 英國A&E電視網合資 | NBC環球集團                                         |                                  |
| ---------------- | --- | ----------------- | --------------------------------------------------- | -------------------------------- |
| 免費頻道         | 挑戰頻道、精選頻道、天空藝術台 天空新聞台、天空新聞台阿拉伯頻道 | —                 | 閃耀頻道                                            | CNBC                             |
| 訂閱付費頻道     | 天空高清藝術台、天空大西洋台 天空喜劇台、天空罪案台 天空紀錄台、天空兒童台 天空極限台、天空自然台 天空高清新聞台、天空重播台 天空娛樂台、天空目擊台 天空電影台首映頻道 / 精選頻道 熱播頻道 / 經典頻道 / 動畫頻道 家庭頻道 / 動作頻道 / 喜劇頻道 驚悚頻道 / 劇情頻道 科幻與恐怖頻道 天空體育台主賽事頻道 / 英超頻道 / 足球頻道 / 板球頻道 / 高爾夫頻道 動感頻道 / 場館頻道 / 混合頻道 F1頻道 / 新聞頻道 | 天空體育賽馬台    | 罪案偵緝頻道、生活時光頻道 英國歷史台、英國歷史二台 | 娛樂頻道、電影24頻道、天空科幻台 |
| 按次點播付費頻道 | 天空票房 | —                 | —                                                   | —                                |
| 網絡電視         | Sky Go、NOW | ATR Player        | —                                                   | Hayu                             |

### 派拉蒙全球集團
第五台是英國境內第五個模擬無線電視頻道，於1997年3月推出。由於當時可用的特高頻頻段的限制，許多家庭不得不調整他們的錄影機，因為錄影機的RF輸出頻率與第五台預計採用的頻率一樣。第五台也是英國第一個通過衛星廣播的無線電視頻道。自2006年開始，第五台開始推出新的數字電視頻道和互聯網點播服務。經過數次所有權變更之後，第五台及其姊妹頻道們於2014年被美國跨國傳媒巨頭企業維亞康姆收購； 2022年，母公司名稱變更為派拉蒙。
在對第五台收購前，派拉蒙已經在英國運營了多家電視頻道，其中就包括音樂電視台、尼克樂恩、喜劇中心等系列頻道；這些頻道可以通過天空電視、維珍電視及NOW上收看。根據廣播受眾研究會在2023年7月發佈的統計數據來看，派拉蒙旗下所有頻道的總收視份額已經使得該集團成為英國排名第五的電視公司。
派拉蒙還運營著冥王星電視和派拉蒙＋兩個流媒體服務。
|                  | 派拉蒙全球 （派拉蒙電視網英國與澳大利亞公司）                      | 派拉蒙全球 （派拉蒙電視網英國與澳大利亞公司）             | 派拉蒙全球 （派拉蒙電視網英國與澳大利亞公司）   | 派拉蒙全球 （派拉蒙電視網英國與澳大利亞公司） | 派拉蒙全球 （派拉蒙電視網英國與澳大利亞公司）  |
| 第五頻道廣播公司 | 維亞康姆國際傳媒網英國公司                                         | 尼克樂恩英國公司                                          | 派拉蒙英國合夥公司 （共同擁有）                 | CBS-AMC電視網英國公司 （共同擁有）            |                                                |
| ---------------- | ------------------------------------------------------------------ | --------------------------------------------------------- | ----------------------------------------------- | --------------------------------------------- | ---------------------------------------------- |
| 免費頻道         | 第五台 第五台動作頻道 第五台精選頻道 第五台明星頻道 第五台美國頻道 | —                                                         | —                                               | —                                             | CBS真實頻道 真實附加頻道 傳奇頻道 恐怖附加頻道 |
| 付費頻道         | 第五台高清動作頻道                                                 | MTV MTV热歌频道 MTV音樂頻道 MTV 80年代頻道 MTV 90年代頻道 | 尼克樂恩頻道 尼克幼兒台 尼克幼兒二台 尼克卡通台 | 喜劇中心頻道 喜劇中心附加頻道                 | —                                              |
| 網絡電視         | My5                                                                | —                                                         | —                                               | —                                             | CBS英國追看頻道                                |

## 地方與地區電視台

### 地方電視
自2012年起，英國境內的電視觀眾可以通過Freeview的7頻道或8頻道收看自己所在地的本地電視台節目。這些頻道均已獲得英國通訊管理局的許可；截至2023年9月7日，已有34個本地電視頻道獲得許可。 這些電視執照中，19個屬於這是電視聯播網；8個屬於馬德電視；剩下則是由各獨立地方電視公司持有。每個許可證裡都規定了該頻道每日需播出的本地地方節目的數量等，例如斯卡布羅的許可證就規定了這是電視聯播網必須每週播放7小時本地節目（平均每日1小時）。 原本英國通訊管理局還打算再頒發13個許可證，但它們在2018年6月決定終止這個計劃。
英國通訊管理局構建地方電視台的方式（主要依賴於無線電視）在《衛報》2015年的一篇文章上被指責為“思維落後多年”，因為英國通訊管理局沒有考慮到互聯網這一傳播媒介。對於文章的指責，通訊管理局回應它們的許可證計劃繼承自文化、媒體和體育部。 2018年4月，BBC新聞報導稱“許多電視台因為節目低劣而備受嘲諷，或者因違反廣播法規而被舉報給英國通訊管理局”。 英國的這些地方電視頻道每製作一條本地新聞報導就可以從英國廣播公司獲得147.5英鎊的補貼，這筆費用來自電視執照費；但是無論英國廣播公司最後是否採用這條新聞，報導補貼都需要支付給地方電視台。因此BuzzFeed在2018年6月的一篇文章中抨擊這是電視聯播網的成立“主要是為了從英國廣播公司那裡獲得金錢，但卻很少提供有價值的內容”。

### 地區電視
BBC電視一台、BBC電視二台及獨立電視網（主要指ITV電視一台和蘇格蘭電視台）依照播出區域的不同而分為多個播出版本，以便針對所在區域播出本地新聞及其他節目。ITV電視一台 / 蘇格蘭電視台因加盟電視台的牌照限制而分為13個地理區域， 其中又有幾個地區被細分為2個或3個子區域，這就導致了其地方新聞節目數量的增加。英國通訊管理局為英國廣播公司、獨立電視公司（含蘇格蘭電視集團）、第四頻道電視公司和第五頻道廣播公司等公共電視服務商所需的地區節目數量規定了配額。
| 電視公司                                                                         | 頻道品牌     | 可選區域數                    | 可選區域數                           | 可選區域數                                   | 地方節目時長配額 |
| 電視公司                                                                         | 頻道品牌     | 標清頻道                      | 延時頻道                             | 高清頻道                                     | 地方節目時長配額 |
| -------------------------------------------------------------------------------- | ------------ | ----------------------------- | ------------------------------------ | -------------------------------------------- | --- |
| 英國廣播公司                                                                     | BBC電視一台  | 無線電視：16個 衛星電視：1個  | 不適用                               | 16個                                         | 全年地區節目播出時長不少於5909小時 2022年實際播出6003小時 平均各頻道每週播出57.7小時地區節目 |
| 英國廣播公司                                                                     | BBC電視二台  | 無線電視：3個 衛星電視：1個   | 不適用                               | 3個                                          | 全年地區節目播出時長不少於5909小時 2022年實際播出6003小時 平均各頻道每週播出57.7小時地區節目 |
| 獨立電視公司 蘇格蘭電視集團                                                      | ITV電視一台  | 無線電視：19個 衛星電視：13個 | 無線電視：12個 有線 / 衛星電視：11個 | 無線電視：11個 有線電視：17個 衛星電視：18個 | 英格蘭地區：規定不少於每週3.2小時，2022年實際播出每週4.2小時（ITV格拉納達） 威爾斯地區：規定不少於每週5.3小時，2022年實際播出每週4.6小時（ITV威爾斯） 北愛爾蘭地區：規定不少於每週5.8小時，2022年實際播出每週6.1小時（UTV電視台） 蘇格蘭地區：規定不少於每週10.6小時，2022年實際播出每週11.1小時（STV北部與STV中部） |
| 獨立電視公司 蘇格蘭電視集團                                                      | 蘇格蘭電視台 | 3個                           | 無線 / 有線電視：2個                 | 無線電視：1個 有線電視：3個 衛星電視：5個    | 英格蘭地區：規定不少於每週3.2小時，2022年實際播出每週4.2小時（ITV格拉納達） 威爾斯地區：規定不少於每週5.3小時，2022年實際播出每週4.6小時（ITV威爾斯） 北愛爾蘭地區：規定不少於每週5.8小時，2022年實際播出每週6.1小時（UTV電視台） 蘇格蘭地區：規定不少於每週10.6小時，2022年實際播出每週11.1小時（STV北部與STV中部） |
| 註： 1. 第五頻道廣播公司目前已不再按區域投放廣告，同時也沒有區域節目編排的差異。 |              |                               |                                      |                                              | |

### 構成國電視
| 構成國   | 電視頻道（語種）                | 所屬公司           |
| -------- | ------------------------------- | ------------------ |
| 苏格兰   | BBC蘇格蘭台（英語）             | 英國廣播公司       |
| 苏格兰   | BBC蓋爾語頻道（蘇格蘭蓋爾語）   | 英國廣播公司       |
|          | 威爾斯第四台（威爾斯語）        | 威爾斯第四台管理局 |
| 北爱尔兰 | RTÉ電視一台（英語 / 愛爾蘭語）  | 愛爾蘭廣播電視公司 |
| 北爱尔兰 | RTÉ電視二台（英語 / 愛爾蘭語）  | 愛爾蘭廣播電視公司 |
| 北爱尔兰 | 愛爾蘭第四台（愛爾蘭語 / 英語） | 愛爾蘭電視公司     |

## 電視節目
與包括美國在內其他國家的電視節目形式不同的是，英國通常很少有連續長達20周這樣的長播出季節目。相反，英國的電視節目通常以“系列”的形式出現；這是一組由播出時長並不相同的電視劇集所構成，它們通常會在幾個月內就播出完畢。具體可以參閱英國電視節目列表。

### 英國著名電視節目概況

#### 百大電視節目
100個最偉大的英國電視節目是由英國電影協會於2000年編制的一份排名，該排名依據廣播電視業界的專業人員的意見進行製作，以確定史上所有節目類型中最偉大的英國電視節目。儘管該份排名不包括任何2000年之後製作的英國電視節目，但仍被認為是了解英國在20世紀所製作的優秀電視節目。
本章節只列舉排名前十的最偉大英國電視節目。
| 排名 | 節目名稱              | 播出頻道                 | 播出年代                            |
| ---- | --------------------- | ------------------------ | ----------------------------------- |
| 1    | 非常大酒店            | BBC電視二台              | 1975年—1979年                       |
| 2    | 星期三劇院：凱茜回家  | BBC電視一台              | 1966年                              |
| 3    | 神秘博士              | BBC電視一台              | 1963年—1989年 / 1996年 / 2005年迄今 |
| 4    | 裸體公僕              | 獨立電視台               | 1975年                              |
| 5    | 蒙提·派森的飛行馬戲團 | BBC電視二台              | 1969年—1974年                       |
| 6    | 藍色彼得              | BBC電視一台              | 1958年迄今                          |
| 7    | 黑幫男孩              | BBC電視二台              | 1982年                              |
| 8    | 帕金森                | BBC電視一台 / 獨立電視台 | 1971年—1982年 / 1998年—2007年       |
| 9    | 是，大臣 / 是，首相   | BBC電視二台              | 1980年—1988年                       |
| 10   | 故園風雨後            | 獨立電視台               | 1981年                              |

#### 百大電視時刻
“百大電視時刻”是由第四台所製作的電視節目《百大時刻》評選而得。
本章節只列舉前十大時刻。
| 排名 | 節目名稱         | 播出頻道                               | 播出年代 | 偉大時刻                                                                                              |
| ---- | ---------------- | -------------------------------------- | -------- | --- |
| 1    | 新聞             | BBC電視一台 / BBC電視二台 / 獨立電視台 | 1969年   | 阿波羅11號著陸月球。                                                                                  |
| 2    | 新聞             | BBC電視一台 / BBC電視二台 / 獨立電視台 | 1990年   | 曼德拉被釋放。                                                                                        |
| 3    | 新聞             | BBC電視一台 / 獨立電視台               | 1997年   | 邁克爾·波蒂略在大選中的敗選時刻。這標誌著自撒切爾夫人擔任首相所開始的保守黨政府在英國結束統治。       |
| 4    | 新聞             | BBC電視一台 / BBC電視二台 / 獨立電視台 | 1997年   | 戴安娜王妃死訊。                                                                                      |
| 5    | 新聞             | BBC電視一台 / BBC電視二台 / 獨立電視台 | 1989年   | 柏林墻倒塌。                                                                                          |
| 6    | 1996年足球世界盃 | BBC電視一台 / 獨立電視台               | 1966年   | 決賽時，英格蘭“四比二”戰勝西德；解說員肯尼斯·沃爾斯滕霍姆斯說出“他們以為一切都結束了”這句著名解說詞。 |
| 7    | 只有傻瓜和馬     | BBC電視一台                            | 1989年   | “雅皮士之愛”中，德爾男孩從酒吧吧檯擋板上摔了下來。                                                    |
| 8    | 拯救生命         | BBC電視一台 / BBC電視二台              | 1985年   | 為解決埃塞俄比亞饑荒問題而募款所舉辦的多場地搖滾音樂會。                                              |
| 9    | 黑爵士四世       | BBC電視一台                            | 1989年   | “再見”中，主角們躍出戰壕。                                                                            |
| 10   | 新聞             | BBC電視一台 / 獨立電視台               | 1963年   | 肯尼迪總統遇刺。                                                                                      |

#### 史上收視十強
大多數擁有高收視人數的特別節目都是由多個電視頻道聯合播出。單一電視頻道的最高收視人數節目是安妮公主婚禮，該特別節目僅在BBC電視一台播出。
本章節表單中所列舉的收視人數指的是節目播出時段內的平均收視人數，並非節目播出時的峰值收視人數。1981年之前的收視數據由英國電影協會提供；而1981年之後的數據則由廣播受眾研究會認證。
| 排名 | 節目名稱                             | 收視人數  | 播出時間           | 播出頻道                                                            |
| --- | ------------------------------------ | --------- | ------------------ | ------------------------------------------------------------------- |
| 1 | 1966年世界盃決賽：英格蘭對西德       | 3,230萬人 | 1966年7月30日      | BBC電視一台 / 獨立電視台                                            |
| 2 | 戴安娜王妃葬禮                       | 3,210萬人 | 1997年9月6日       | BBC電視一台 / 獨立電視台                                            |
| 3 | 英國王室家庭                         | 3,069萬人 | 1969年6月21日—28日 | BBC電視一台 / 獨立電視台                                            |
| 4 | 2020年歐錦賽決賽：義大利對英格蘭     | 2,985萬人 | 2021年7月11日      | BBC電視一台 / 獨立電視台                                            |
| 5 | 阿波羅13號濺落                       | 2,860萬人 | 1970年4月17日      | BBC電視一台 / 獨立電視台                                            |
| 6 | 1970年足總杯決賽重賽：切爾西對利茲聯 | 2,849萬人 | 1970年4月29日      | BBC電視一台 / 獨立電視台                                            |
| 7 | 查爾斯王子與戴安娜王妃婚禮           | 2,840萬人 | 1981年7月29日      | BBC電視一台 / 獨立電視台                                            |
| 8 | 安妮公主與馬克·菲利普婚禮            | 2,760萬人 | 1973年11月14日     | BBC電視一台                                                         |
| 9 | 約翰新首相關於新冠的聲明             | 2,710萬人 | 2020年3月23日      | BBC電視一台 / 獨立電視台 / 第四台 / 第五台 / 天空新聞台 / BBC新聞台 |
| 10 | 2012年倫敦奧運會閉幕式               | 2,446萬人 | 2012年8月12日      | BBC電視一台                                                         |
| 備註： 1. 威廉王子與凱特王妃婚禮（2011年4月29日）的收視峰值高達2,600萬收視觀眾，但這是集合十幾個轉播頻道的合計數據。其中BBC電視一台收視人數只有1,359萬；而獨立電視台則僅有402萬觀眾。 |                                      |           |                    |                                                                     |

### 英國主要電視節目類型

#### 兒童節目
100部最偉大的兒童電視節目是由英國電視頻道第四台於2001年評選。本章節列舉排名前五的由英國製作的兒童節目。
| 排名 | 節目名稱         | 播出年代      |
| ---- | ---------------- | ------------- |
| 1    | 大青蛙布偶秀     | 1976年—1981年 |
| 2    | 神勇小白鼠       | 1981年—1992年 |
| 3    | 布袋貓           | 1974年        |
| 4    | 格蘭其山         | 1978年—2008年 |
| 5    | 本先生的奇幻冒險 | 1971年—1972年 |

#### 系列劇集
英國學院電視獎最佳系列劇集是英國學院電視獎的重要門類。本章節列舉最近五年的獲獎系列劇集。
| 年份   | 獲獎劇集         | 製作公司             | 播出頻道     |
| ------ | ---------------- | -------------------- | ------------ |
| 2023年 | 壞姐妹           | 半魚人製作 / ABC標誌 | 蘋果電視＋   |
| 2022年 | 切膚之痛         | 期望娛樂             | BBC電視三台  |
| 2021年 | 救我             | 世界製作             | 天空大西洋台 |
| 2020年 | 這個破世界的末日 | 克勒肯維爾影業       | 第四台       |
| 2019年 | 殺死伊芙         | 席德·金特爾影業      | BBC電視一台  |

### 無線電視節目編排特點

#### 平日節目
英國各主要無線電視頻道的平日節目始於每日清晨6點開始的清晨時段，這個時段通常會用於播出全國性質的晨間新聞節目，節目內容中也會包含地方新聞的更新。英國晨間新聞節目的代表包括BBC電視一台的《BBC早餐》和獨立電視台的《早安英國》。《BBC早餐》一般在上午9點15分結束，而《早安英國》則在9點整結束。不過也有其他無線電視台會別出心裁，第四台在晨間時段側重播出喜劇電視劇，比如《人人都愛雷蒙德》；第五台則習慣在這一時段播出兒童電視節目——《奶昔時間》，目前在這個節目裡播出的動畫片包括《小豬佩奇》等。
清晨時段後的日間時段裡，BBC電視一台以播出地產、拍賣及家庭和園藝方面的生活資訊類節目為主；但在中午的《BBC一點新聞》結束後，BBC電視一台會播出肥皂劇《醫者心》，隨後就是系列電視節目。BBC電視二台則在上午9點到下午1點之間播出來自BBC新聞的新聞速報和政治節目。第四台則會在午後播出《第四台新聞（摘要版）》後繼續播出生活資訊類節目。第五台在上午會播出包括《傑里米·范脫口秀》在內的談話節目，然後還會整點播出新聞速報；下午則會先播出1小時的澳大利亞產肥皂劇，如《聚散離合》和《家有芳鄰》等，再播出系列劇。
傍晚時段則通常是新聞節目。BBC電視一台會在下午6點開始播出它們的全國新聞節目《BBC六點新聞》，獨立電視台則播出它們的旗艦地區新聞節目；而到下午6點30分的時候，BBC電視一台開始播出地方新聞，而獨立電視台則播出它們的全國新聞節目《ITV晚間新聞》。第四台《第四台新聞》從下午7點開始，第五台的《第五台新聞》則從下午5點開始，這些都是播出時長在1小時左右的新聞節目。
而在黃金時段，英國各大無線電視台通常以播出肥皂劇為主，例如：BBC電視一台的《東區人》；獨立電視台的《加冕街》和《愛默戴爾》；第四台的《聖橡鎮少年》等。這些傳統的肥皂劇或最近在英國無線台流行的“連續劇”在每天播出的時間可能會有所不同；但是像《霍爾比市》這樣的周播劇則會固定時間播出。BBC電視二台則會在黃金時段播出生活類資訊節目及一些紀錄片；而BBC電視四台的黃金時段始於晚上7點，而該頻道播出的節目多以藝術節目、紀錄片、音樂節目、海外電影、喜劇、原創節目及戲劇節目。 根據BBC電視四台所獲得電視廣播許可證的規定，BBC電視四台每年需要至少播出100小時的新藝術和音樂類節目；以及110小時的新紀實節目；同時還要至少首映20部海外電影。 此外，BBC電視一台、BBC電視二台、獨立電視台、第四台和第五台也會在黃金時段播出電視劇和紀錄片。到了晚上10點，英國各大無線電視台都進入到各自的旗艦新聞節目時段。BBC電視一台的《BBC十點新聞》和獨立電視台的《ITV十點新聞》都在10點整播出；而BBC電視二台的《新聞之夜》則在10點30分開始播出。隨後就是各無線台的深夜地區新聞時間。
正因為這樣的節目編排方式，英國的電視觀眾收看電視節目非常依賴於電視指南；而英國的電視指南媒介也十分多種，例如報刊雜誌上的電視指南版面、網絡媒體上的電視指南頻道，以及直接在電視上通過BBC紅鍵或電子節目指南等服務。

#### 週末節目
在週末的日間時段，英國的無線電視頻道通常是上午播出播出更多的生活資訊節目或電影；而下午則播出體育賽事的直播或錄製報道。同時週末的黃金時段會面臨更激烈的觀眾爭奪戰，因此各大無線電視台都會播出紀錄片或遊戲節目。BBC電視一台與獨立電視台會依舊播出午間、傍晚和晚間三檔主要新聞節目，不過節目時長較平日會縮短。週日晚間節目包括戲劇、輕娛樂、紀錄片、電影、音樂會、慶典及體育賽事等。

## 文化影響

### 傳統道德
1963年，瑪麗·懷特豪斯對時任英國廣播公司執行長休·格林所推行的自由化政策感到憤怒，因此開始寫信抗議。隨後，她發起了“清潔電視運動”並在1965年成立了全國觀眾與聽眾聯合會（原名“英國媒體觀察”）。2008年，托比·楊在《獨立報》上撰文道，“對於電視上的性與暴力是否導致整個社會普遍道德滑坡這一更寬泛的問題，目前還沒有定論。沒有人懷疑西方文明正在搖搖欲墜這一問題的正確性……但將合格責任歸咎於BBC電視二台和第四台也是不公平的。”
2005年，BBC電視二台因播出音樂劇《傑瑞·斯布林格秀歌劇版》而收到55,000起投訴， 並引發基督教組織基督教之聲的抗議； 同時基督教學會還因此起訴了英國廣播公司。 不過法院並沒有就此簽發傳票。

## 電視獎項
英國學院電視獎是英國最負盛譽的電視獎項，由英國電影和電視藝術學院負責頒發；該獎項類似於美國的艾美獎。英國學院電視獎在1954年開始每年頒發一次，並且其評選範圍僅限英國所製作的電視節目。當收到所有參賽作品後，所有合格的英國電影和電視藝術學院成員均可通過在線方式進行投票。而每個獎項的獲獎者都有由9名學院成員所組成的評審團選出，評審團成員則由英國電影和電視藝術學院的電視委員會所選出。
國家電視獎則是於1995年開始舉行的英國電視頒獎典禮，由獨立電視台主辦。雖然國家電視獎不如英國學院電視獎在業界享有盛譽，但它可能是英國國內最重要的電視獎項，因為其所有結果均由大眾投票產生。而且和英國學院電視獎僅限英國電視節目參加不同，國家電視獎允許海外電視節目參與評選，但前提是這些節目在規定時間內於英國境內電視頻道播放過。

## 監管機構

### 英國通訊管理局
英國通訊管理局是英國通訊傳播行業（包括電視業）的獨立監管機構和競爭管理部門。作為媒體廣播的監管部門，英國通訊管理局的職責包括：
- 闡釋《廣播規範》。該規範已於2005年7月25日正式生效，其最新版本於2020年12月發佈；所有內容均可在英國通訊管理局的官方網站查詢。[53] 同時還會提供一套廣播節目必須強制遵守的規則；這套規則有10個主要章節，涵蓋：對18歲以下兒童的保護；傷害和冒犯；犯罪、騷亂、仇恨和虐待；宗教；應有的公正性和應當的準確性；選舉和公民投票；公正性；隱私；電視上的商業參考資訊；廣播電台的商業傳播內容等。[54] 根據《2023年通訊傳播法令（英语：Communications Act 2003）》的規定，英國通訊管理局有權要求各廣播機構強制遵守相關規則，否則廣播機構將面臨警告、罰款，甚至吊銷廣播牌照的懲罰。[55]

- 制定廣告數量限制和分配細則。該細則連同《廣播規範》已於2005年7月25日生效，最新版本於2021年1月11日更新發佈。[56]

- 審查觀眾及其他機構對電視節目或贊助廣告的具體投訴。英國通訊管理局每兩周會在其官方網站更新一次公告，公告中會對投訴做出相應回應。例如：2009年2月23日的公告中就回應了全國心臟論壇對天空電視一台上達美樂披薩在《辛普森一家》廣告贊助的投訴。英國通訊管理局裁定這一廣告贊助違反了《廣播規範》，理由是違反了對高脂、高鹽及高糖類食品廣告的限制。[57] 針對兒童的食品和飲料廣告限制規定已經於2006年6月頒布。[58]

- 管理、監管和分配英國境內的電磁波譜，以及對電視廣播所使用電磁波譜部分的授權。

- 回應有關電視廣播的公眾咨詢。咨詢結果由英國通訊管理局發佈，並為其制定和執行法規提供參考意見。[59]

2008年，英國通訊管理局全年開出罰金總額高達770萬英鎊的罰單。其中獨立電視公司就被罰567萬英鎊，尤以其旗下倫敦週末電視的《週六狂歡夜》為最；該節目因投票違規便拿到300萬英鎊的罰單。英國廣播公司也受到了49.5萬英鎊的罰款。英國通訊管理局表示這些罰單的主要原因是競猜節目的電話造假問題。

### 廣告事務委員會
廣告事務委員會是英國通訊管理局的簽約機構，負責制定和維護電視廣告管理事務規範。《英國廣播廣告規範》（ / ）可以在其官方網站查詢到詳細內容。該規範適用於英國通訊管理局所有許可的廣告，包括：電話購物、自我推銷電視頻道的內容、圖文電視和互動電視廣告，以及電視節目的贊助部分。

### 廣告標準管理局
廣告標準管理局是英國的一個獨立機關，負責解決英國境內與廣告行業相關的投訴案件。廣告標準管理局的預算並非來自英國政府，而是通過向廣告行業征稅來獲得運營經費。它的職責是確保相關機構和公司遵守由廣告事務委員會所制定的廣告規範。廣告標準管理局的管理範圍涵蓋所有形式的廣告，而不僅僅是電視廣告。而在電視廣告領域，廣告標準管理局會將相關投訴轉交給英國通訊管理局；因為播出廣告的電視頻道需要對它們所播出的廣告內容負責，而電視頻道的監管機構則是英國通訊管理局。如有必要，英國通訊管理局會對被投訴的電視頻道處以罰款乃至吊銷廣播牌照的懲罰。

## 電視執照
在英國本土或王室屬地任何可以接收公共廣播電視服務或使用BBC iPlayer的設備都需要繳納電視執照費。這涵蓋了商業頻道、有線或衛星傳輸頻道、網絡流媒體頻道；並且無論使用任何技術觀看都適用這項規定。 授權費被用於英國廣播公司所製作電台、電視及互聯網內容和威爾斯第四台所製作的威爾士語電視節目，以及監控國際媒體、運營9隻管弦樂隊及表演團體、研究相應技術和推廣寬帶服務等。需要主要的是，電視執照費被視為抵押稅，因此與付費電視的訂閱費並不一樣。 英國廣播公司就電視執照費的開始去向進行了公示。
| 項目 / 用途                | 每月費用 （貨幣單位：英鎊） | 所佔比例 |
| -------------------------- | --------------------------- | -------- |
| 電視部門                   | 7.29                        | 55%      |
| 電台部門                   | 2.09                        | 16%      |
| 網絡部門                   | 1.27                        | 10%      |
| 國際部門                   | 1.30                        | 10%      |
| 其他產品及服務             | 0.72                        | 5%       |
| 執照費收取與養老金赤字成本 | 0.58                        | 4%       |

## 電視製作
截至2004年，英國電視業製作了超過27,000小時時長的電視節目（不包括新聞），並為此花費了26億英鎊。英國通訊管理局確認其中約56%的製作份額由頻道所有者內部製作完成，剩餘則由獨立製作公司完成。根據《1990年廣播法令》的規定，英國通訊管理局強制要求各電視頻道必須確保其25%的播出內容由獨立製作公司所製作。

### 內部製作
獨立電視公司所擁有的獨立電視網15個加盟電視台中的12個電視台已經為其旗下內容製作部門ITV工作室設定了75%製作份額的內部時間表； 75%的製作份額是英國通訊管理局所規定的最高上限。這個比例比目前的54%有所提高，其主要目的是為了實現獨立電視網以內容為主導的經營戰略，因此預估到2012年將是的製作費用翻倍增至12億英鎊。 ITV工作室所製作的節目包括《英國之聲》、《愛情島》、《重任在肩》、《富家窮路》等。
英國廣播公司在2007—08財年推出了“創意競賽之窗（ / ）”，用於給內部製作人及獨立製作人提供一個共同競爭的平台。而在推出平台的當時，英國廣播公司50%的節目由內部製作團隊製作，25%的節目由外部獨立製作人製作，剩下的25%則將交由“創意競賽之窗”。英國廣播公司的這個製作份額比例是遠超英國通訊管理局的要求。根據英國廣播公司在2010年的統計數據顯示，創意競賽之窗推出幾年來，其2.5億英鎊的總預算約有70%被獨立製作人獲得，內部製作團隊則獲得了30%的份額。英國廣播公司近期由獨立製作人完成的代表作品包括《司法正義》、《五日驚魂》、《高妹正傳》、《太陽系奇觀》和《羊羔現場》等。
第四頻道電視公司委託獨立製作公司製作其節目； 而第五頻道廣播公司則要麼通過委託獨立製作公司製作節目，要麼外購已製作完成的節目來填充時段。

### 獨立製作
由於1982年開播的第四台以及《1990年廣播法令》所規定的25%獨立製作份額的細則推出，英國境內的獨立製作公司得到了高速增長。英國比較知名的獨立製作公司有：對講泰晤士、英國恩德莫、帽子戲法製作公司、老虎聲像製作等。

## 發展簡史

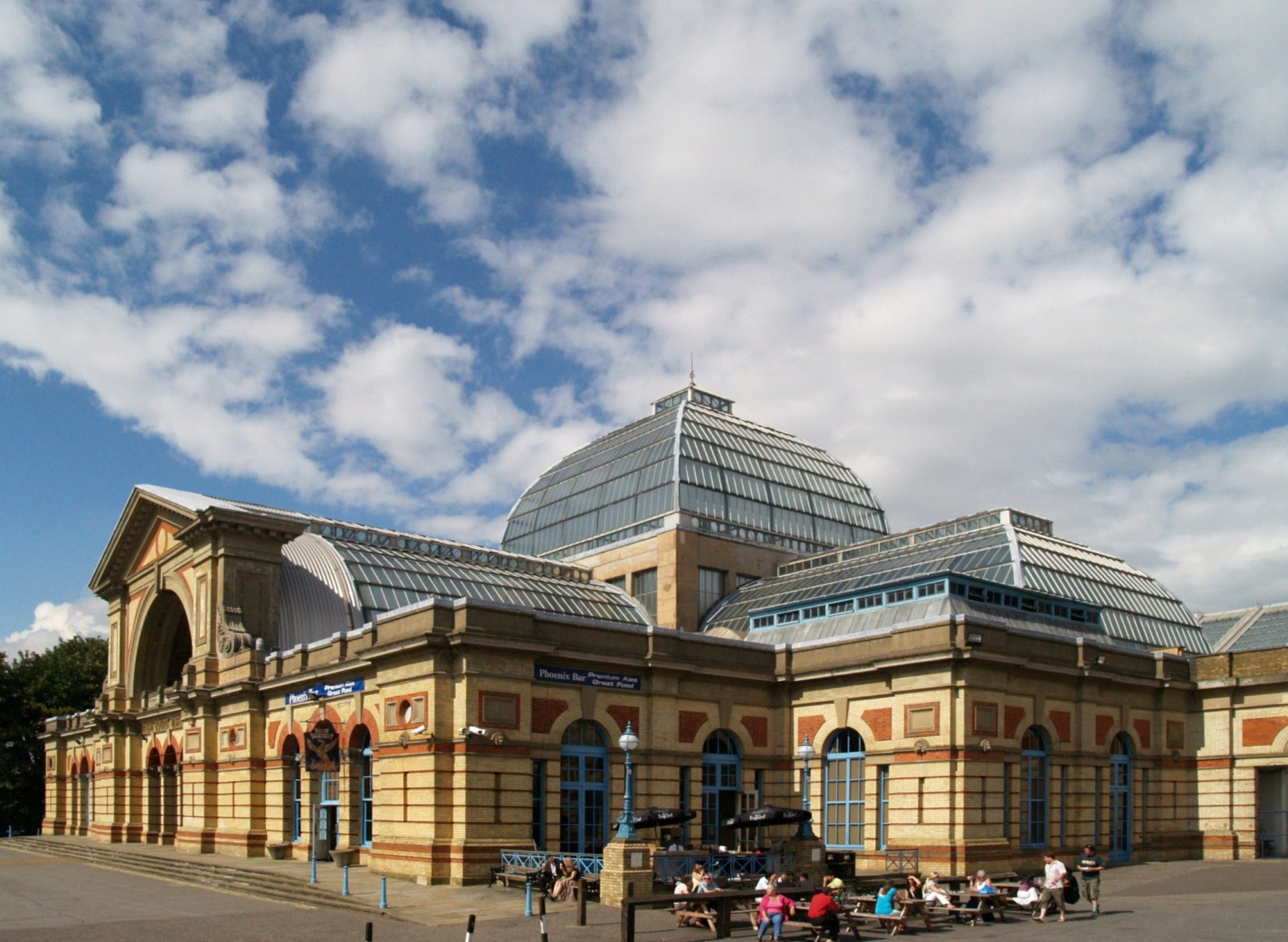
亞歷山德拉宮。
這裡自1936年起便一直是BBC電視服務（英國廣播公司電視部門）的總部所在地。

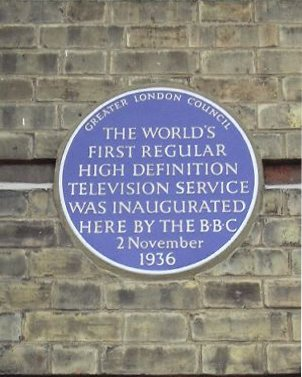
位於亞歷山德拉宮外的一個藍色牌匾，以紀念全球首個可供大眾接收電視服務的誕生地。需要注意的是，牌匾上的“高清”指的是405線電視系統而非現在所指的高清電視。

### 發展時間線
| 時間         | 領域                  | 事件 |
| ------------ | --------------------- | --- |
| 1932年       | 機械模擬無線電視      | 繼1926年進行機械掃描電視試播後，英國廣播公司於本年正式開啟電視廣播。 |
| 1936年       | 模擬無線電視          | 英國廣播公司在亞歷山德拉宮推出電子電視廣播，即“英國廣播公司電視服務”。當時該電視服務的畫面格式為單色405線並採用甚高頻波段進行模擬無線電視信號傳輸。1960年，該服務更名為“英國廣播公司電視部門”。 |
| 1938年       | 模擬有線電視          | “社區天線電視（）”在布里斯托爾和赫爾河畔京斯敦推出。這是英國境內首個有線電視服務，提供405線電視信號。 |
| 1939年       | 類比電視              | 第二次世界大戰期間，英國廣播公司電視服務於1939年9月至1946年6月暫停播出。 |
| 1955年       | 監管                  | 依據《1954年電視法令》而組建的獨立電視管理局正式成立，該機構負責英國境內獨立電視頻道的監管。 |
| 1955年       | 模擬無線電視          | “獨立電視”作為英國第二個電視頻道隨著聯合-麗的獲得第一個ITV專營權而誕生。獨立電視最初被規劃為14個地區專營權，其中3個地區（倫敦、米德蘭和北部）又進一步被劃分為平日和週末兩個專營權。特許經營商們於1955年9月至1962年9月期間陸續開播各自的電視頻道，這些特許經營商包括：聯合-麗的、聯合電視（擁有ATV倫敦和ATV米德蘭兩張專營牌照）、ABC週末電視（擁有ABC倫敦和ABC北部兩張專營牌照）、格拉納達電視、蘇格蘭電視台、威爾斯和西部電視、南部電視、泰恩提茲電視、盎格利亞電視、阿爾斯特電視、西方電視、國界電視、格蘭扁電視、海峽電視和威爾斯西部和北部電視等。                                                    |
| 1964年       | 模擬無線電視          | BBC電視二台以更高清畫質的625線電視系統（576i)開播。由於BBC電視二台畫面格式不同與採用特高頻進行信號廣報，因此傳統的405線電視機無法接收該頻道。同年，“英國廣播公司電視服務”改名為“BBC電視一台”。 |
| 1960年代     | 模擬有線電視          | 麗的視界（Rediffusion Vision）推出625線電視系統的有線電視服務。 |
| 1966年       | 節目                  | 1966年世界盃決賽通過BBC電視一台及獨立電視台向全英國直播，共吸引3,230萬觀眾。該次賽事直播成為英國史上收視最高的電視廣播節目。 |
| 1967年       | 模擬無線電視          | BBC電視二台採用PAL制式播出彩色電視節目。 |
| 1968年       | 模擬無線電視          | 獨立電視管理局對獨立電視專營權進行了變更。原米德蘭地區和北部地區的平日專營權和週末專營權合二為一，但同時北部地區分拆為西北地區與約克郡兩個專營權。約克郡電視自1968年獲得了約克郡的專營權。泰晤士電視獲得了倫敦地區平日電視專營權，該公司由聯合英國影業公司與麗的聯合創建；倫敦週末電視則取代ABC週末電視獲得倫敦地區週末電視的專營權。 |
| 1968年       | 模擬無線電視          | 由於電視專營權所導致的罷工影響，ITV全國緊急電視服務於1968年8月臨時取代地方ITV聯播網數周，其採用的播出品牌名為“獨立電視（）”。 |
| 1969年       | 節目                  | 阿波羅11號登月實況通過BBC電視一台、BBC電視二台及獨立電視台同步轉播。這個時刻在1999年被第四台評為百大電視時刻第一。 |
| 1972年       | 監管                  | 因《1972年聲音廣播法令》生效，獨立電視管理局被獨立廣播管理局所取代。 |
| 1972年       | 模擬有線電視          | 布里斯托爾、格林威治、謝菲爾德、斯文頓和韋靈伯勒等數個實驗性質的社區有線電視服務商獲辦正式牌照。 |
| 1974年       | 模擬無線電視          | Ceefax與ORACLE開播。它們均是英國第一套圖文電視服務。 |
| 1975年       | 節目                  | 《非常大酒店》開播。該電視劇被英國電影協會在2000年列為“最偉大的英國電視節目”第一名。 |
| 1979年       | 模擬無線電視          | 獨立電視台由於勞資糾紛導致長達10周的大罷工。罷工期間，獨立電視台所有節目的製作與播出都被迫停滯。10月24日復播時，由於缺乏原創電視節目而不得不反復重播《3-2-1》。直至兩個半月後，獨立電視台才恢復播出原創節目。 |
| 1982年       | 模擬無線電視          | 獨立電視專營權再度變更：聯合電視重組為中部獨立電視，並由其繼承中英格蘭地區（分拆為中英格蘭東部地區和中英格蘭西部地區）專營權；南部電視原先擁有的東南英格蘭地區專營權分拆為南英格蘭地區和東南英格蘭地區兩個專營權並全部變更為南方電視獲得；西方電視的西南英格蘭專營權變更為西南電視所有。獨立電視為全國性晨間節目創建了專營權，而該專營權被電視上午獲得。 |
| 1982年       | 模擬無線電視          | 英國推出了第二和第三個獨立電視頻道：第四台和威爾斯第四台；威爾斯第四台主要面向威爾斯播出，而第四台則面向英國其他地區播出。獨立電視公司出售了第四台的播出時間直至1992年年底；而獨立電視台和第四台相互交叉播送對方節目的情況也一直持續到1998年。 |
| 1983年       | 模擬無線電視          | BBC電視一台和獨立電視台推出各自的晨間電視節目（早餐電視）。 |
| 1985年       | 模擬無線電視          | 兩個負責傳輸甚高頻模擬無線電視信號的電視台站停止傳輸，這標誌著405線電視系統正式退出英國。 |
| 1986年       | 模擬無線電視          | 英國廣播公司推出全日間電視播出服務。BBC電視一台首次實現從清晨6點到午夜12點的播出。 |
| 1987年       | 模擬無線電視          | 隨著獨立電視台教育節目《ITV學校》轉移至第四台播出，獨立電視台的首份早間節目編排表得以成為可能。 |
| 1980年代後期 | 模擬有線電視          | 英國開始以市為單位頒發有線電視經營牌照。這些地方有線電視服務商最後合併為維珍媒體和懷特光纖兩大有線電視公司。 |
| 1989年       | 模擬衛星電視          | 訂閱收費式衛星電視服務商天空電視開播，其向消費者提供按次付費的電影及賽事點播服務。 |
| 1990年       | 監管                  | 由於《1990年廣播法令》的生效，獨立廣播管理局與有線電視管理局被廢除，兩者的職權交由獨立電視委員會。同時該法令也是的英國境內各地區獨立電視專營權所有者的合併成為可能，並最終重組為獨立電視公司（擁有13個專營權）和蘇格蘭電視集團（擁有2個專營權）。由獨立電視公司所控制的大部分地方獨立電視台在2001年陸續採用獨立電視一台這一電視品牌，並於2002年廢棄各自原本所有的地方電視標識；蘇格蘭電視集團旗下兩個地方電視頻道也在2006年實現蘇格蘭電視台標誌的標準化普及；而海峽電視在當時雖然獨立於獨立電視公司，但也採用獨立電視一台這一電視品牌。                                                                  |
| 1990年       | 模擬衛星電視          | 英國衛星廣播公司成立，這是一家提供5個訂閱電視頻道的衛星電視服務商。 |
| 1991年       | 模擬無線電視          | 兩個獨立電視地方加盟台與第四台採用麗音廣播進行立體聲聲音格式傳輸。英國廣播公司也於同年8月31日啟用麗音廣播，而它們早在1986年就進行了試播。 |
| 1992年       | 模擬衛星電視          | 與天空電視合併組建英國天空廣播（）後，英國天空廣播停止在原英國衛星廣播公司所使用衛星進行服務傳輸。 |
| 1992年       | 節目                  | 《靈異守夜》在BBC電視一台播出。該節目在第四台於2005年編制的榜單裡位列“最具爭議電視時刻”第一，因為節目播出後立刻收到2,215條投訴。 |
| 1993年       | 模擬無線電視          | 獨立電視經營權變更生效：西部電視取代西南電視；卡爾頓電視取代泰晤士電視；子午線廣播取代南方電視；早安電視取代電視上午；圖文電視公司取代ORACLE。 |
| 1997年       | 模擬無線電視          | 第五台開播。這是英國首家也同時於天空電視推出服務的無線電視頻道。 |
| 1998年       | 數字衛星電視          | 英國天空廣播公司推出“天空數字（）”，現名“天空電視（）”，這是英國首個數字衛星電視服務。與模擬電視服務不同，數字衛星電視服務包括了電子節目指南、互動電視及文本服務，同時還提供寬屏（16:9）圖像格式的電視頻道、口述影像及近視頻點播的按次付費電影頻道。英國廣播公司旗下頻道、第四台及威爾斯第四台也是首次通過衛星電視進行傳輸；因此第四台得以落地威爾斯，而僅以威爾斯語廣播的威爾斯第四台也進軍全國市場。英國廣播公司旗下頻道起初在衛星電視上是加密且不分地區版本的，但在2003年5月放棄加密並推出對應的地區版本內容。 獨立電視台在2001年10月才通過天空電視傳輸。 目前天空電視擁有200多條電視及廣播電台頻道。 |
| 1998年       | 數字無線電視          | 數字直播開通，這是數字無線電視訂閱服務。 |
| 1998年       | 數字有線電視          | 全國跨通訊公司、西方電信和有線與無線通訊開始提供與天空數字類似的數字有線電視服務。與天空數字不同的是，數字有線電視服務依然是區域性的，因此提供英國廣播公司電視部門旗下所有頻道及獨立電視台的全部區域版本。 |
| 1999年       | IPTV                  | 英國首家IPTV服務商金士頓互動電視在赫爾河畔京士頓推出，這也是英國首個視頻點播服務。英國廣播公司曾在1994年的電視節目《明日的世界》裡展示過通過信息高速公路觀看點播視頻的概念。 |
| 2001年       | 模擬衛星電視          | 英國天空廣播公司關閉其旗下的模擬衛星電視服務。 |
| 2002年       | 數字無線電視          | ITV數字（原名“數字直播”）宣佈結業。 |
| 2002年       | 數字無線電視          | Freeview開業；這是一家免費數字無線電視服務商，用於取代ITV數字。 |
| 2003年       | 監管                  | 《2003年通訊傳播法令》通過，獨立電視委員會被廢除，英國通訊管理局成立並取代其地位。 |
| 2004年       | 數字無線電視          | 追加電視開播，這是提供訂閱服務的數字無線電視服務商。 |
| 2006年       | 有線電視              | 全國跨通訊公司與西方電信合併；隨後它們又與維珍移動合併。新成立的公司以維珍媒體的名字重新營業。 |
| 2006年       | 有線電視              | 英國首次高清電視廣播。由英國廣播公司和獨立電視台聯合轉播的2006年世界盃賽事在全國跨通訊公司：西方電信的有線電視服務上推出高清版。 |
| 2006年       | IPTV                  | 金士頓通訊公司宣佈關閉金士頓互動電視。 |
| 2006年       | IPTV                  | BT視界（）推出，這是與Freeview相結合的付費視頻點播服務。隨後該服務商改名為BT電視。 |
| 2006年       | 網絡電視              | 英國天空廣播公司推出天空隨時服務，這是一個允許天空電視訂閱用戶在PC電腦上通過互聯網下載電視節目的服務。隨後這項服務改名為“天空Go（）”。 |
| 2006年       | 網絡電視              | 第四台推出第四台點播服務，允許用戶以免費或付費的方式從互聯網上下載第四台節目。該服務隨後改名為“完全第四台（）”。 |
| 2007年       | 網絡電視              | 獨立電視台推出其旗下視頻點播門戶網站itv.com，隨後改名為ITVX。 |
| 2007年       | 模擬無線電視          | 英國數字轉換開始，同時超高頻模擬無線電視傳輸開始關閉。 |
| 2007年       | 網絡電視              | 英國廣播公司推出BBC iPlayer，這是可以在線觀看英國廣播公司旗下頻道節目的工具。 |
| 2008年       | 數字衛星電視          | Freesat推出，這是免費數字衛星電視服務。 |
| 2011年       | 網絡電視              | 愛電影在12月推出“愛電影即刻（）”流媒體電視服務。隨後其與亞馬遜整合為Amazon Prime Video。 |
| 2012年       | 網絡電視              | Netflix在英國推出其流媒體電視服務。 |
| 2012年       | 網絡電視              | 英國天空推出NOW TV，這是一個與天空電視類似的訂閱付費型網絡電視服務，但NOW TV本身不產生任何內容。NOW TV隨後更名為NOW。 |
| 2012年       | 數字無線電視 網絡電視 | YouView推出，這是一個混合式機頂盒，可用於接收Freeview及互聯網電視內容。 |
| 2012年       | 模擬無線電視          | 英國全境關閉超高頻無線電視信號傳輸，而北愛爾蘭是英國境內最後一個關閉的地區。 |
| 2013年       | 模擬有線電視          | 維珍媒體關閉英國境內最後一個提供模擬有線電視服務的地區。 |
| 2019年       | 網絡電視              | 由英國廣播公司和獨立電視台推出的英國盒子上線。 |

### 已關停服務
| 服務提供商         | 存續時間        | 收費 | 頻道數量 | 彩色 | 數字 | 點播 | 傳輸方式       |
| ------------------ | --------------- | ---- | -------- | ---- | ---- | ---- | -------------- |
| 甚高頻無線電視     | 1936年—1985年   | 免费 | 2        | 否   | 否   | 否   | 模擬無線       |
| 405線有線電視      | 1938年—1985年   | 免费 | 2        | 否   | 否   | 否   | 模擬有線       |
| 超高頻無線電視     | 1965年—2012年   | 免费 | 5 / 6    | 是   | 否   | 否   | 模擬無線       |
| 多路有線電視       | 1970年代—2013年 | 可選 | 未知     | 是   | 否   | 否   | 模擬有線       |
| 天空模擬電視       | 1989年—2001年   | 付费 | 未知     | 是   | 否   | 否   | 模擬衛星       |
| 英國衛星廣播       | 1990年—1992年   | 付费 | 5        | 是   | 否   | 否   | 模擬衛星       |
| 數字直播 / ITV數字 | 1998年—2002年   | 付费 | 未知     | 是   | 是   | 否   | 數字無線       |
| 金士頓互動電視     | 1999年—2006年   | 付费 | 未知     | 是   | 是   | 是   | IPTV           |
| 追加電視           | 2004年—2013年   | 付费 | 未知     | 是   | 是   | 否   | 數字無線       |
| 自由無線（）       | 2006年—2014年   | 付费 | 50       | 是   | 是   | 否   | IPTV           |
| EE電視             | 2014年—2021年   | 付费 | 99       | 是   | 是   | 是   | 數字無線＋IPTV |
| 加網電視           | 2015年—2021年   | 付费 | 95       | 是   | 是   | 是   | 數字無線＋IPTV |

下表所列網絡電視服務已經關閉。
| 服務                        | 存續時間      |
| --------------------------- | ------------- |
| 閃爍盒子 / TalkTalk電視商城 | 2007年—2018年 |
| 交互                        | 2010年—2011年 |
|                             | 2014年—2016年 |
| BBC商城                     | 2015年—2017年 |

下列服務在正式推出前便已終止。
- 天空野餐（英语：Now (Sky)）：天空集團在2007年宣佈計劃推出的一項數字無線電視訂閱服務。
- 袋鼠項目（英语：Kangaroo (video on demand)）：由英國廣播公司、獨立電視公司和第四頻道電視公司在2007年宣佈計劃推出的一個網絡電視項目。項目擱淺後，部分技術在“交互（英语：SeeSaw (Internet television)）”服務上得以重複利用；後來又推出類似概念的服務——英國盒子。

#### 模擬無線電視
英國模擬無線電視採用無線電進行傳播，最初於1936年採用甚高頻波段，後來有於1964年增加了超高頻波段；整個英國地區的模擬電視服務於2012年結束。

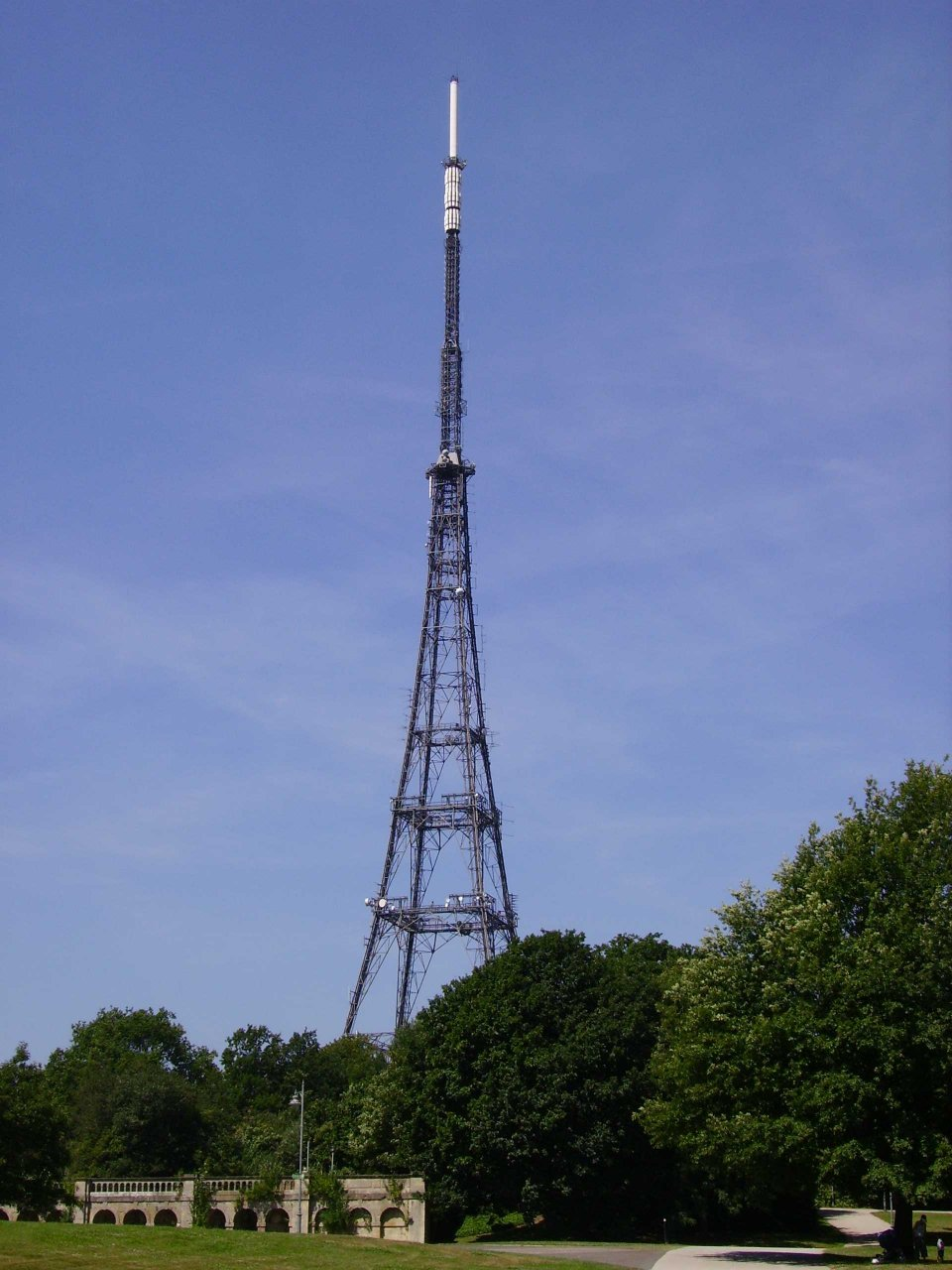
水晶宮發射塔。它建成於1956年，是英國倫敦地區的主要發射機。

英國數字轉換日期表
已完成數字轉換地區

甚高頻電視廣播於1936年開始，並於1985年關閉；由於第二次世界大戰的緣故，該服務曾於1939年到1946年期間暫停。該頻段搭載兩個頻道，隨著一同開播的是BBC電視服務，後於1964年改稱為BBC電視一台；獨立電視於1954年加入該頻段廣播，這是一個於1954年到1962年期間推出的區域特許經營電視聯播網。這些頻道均採用405電視系統進行傳輸，畫面格式為每秒25幀的單色；畫面比例最初為5:4，1950年改為4:3。
超高頻電視廣播始於1964年，並於2012年結束；伴隨一同開播的是BBC電視二台。BBC電視一台、獨立電視台、第四台（非威爾斯地區） / 威爾斯第四台（威爾斯地區）、第五台及英國地方電視台也陸續使用該頻段進行廣播。該波段電視信號採用CCIR一號系統標準，即每秒25幀635行單色畫面（576i畫質）及畫面比例4:3。隨後該波段廣播陸續推出彩色電視（1967年）、圖文電視（1974年）、立體聲（1991年）等多個技術進步。
雖然英國國內已不提供任何模擬信號服務，但在某些閉路射頻分發系統裡可能還存在著PAL信號，例如：公寓樓的對講系統或安全系統中的視頻輸入信號。
| 頻道 號碼 | 頻道名稱                   | 頻道所有者                                       | 地區版本                                   | 甚高頻 開播日期             | 超高頻 開播日期 |
| --------- | -------------------------- | ------------------------------------------------ | ------------------------------------------ | --------------------------- | --------------- |
| 1         | BBC電視一台                | 英國廣播公司                                     | 18個                                       | 1936年11月2日               | 1969年11月15日  |
| 2         | BBC電視二台                | 英國廣播公司                                     | 4個                                        | —                           | 1964年4月20日   |
| 3         | 獨立電視台                 | 獨立電視網公司 （獨立電視公司 / 蘇格蘭電視集團） | 17個內容區域 24個廣告區域 13個圖文電視區域 | 1955年9月22日—1962年9月14日 | 1969年11月15日  |
| 4         | 第四台（非威爾斯地區）     | 第四頻道電視公司                                 | 6個廣告區域                                | —                           | 1982年11月2日   |
| 4         | 威爾斯第四台（威爾斯地區） | 威爾斯第四台管理局                               | 1個                                        | —                           | 1982年11月1日   |
| 5         | 第五台                     | 歐洲維亞康姆國際媒體網 （第五頻道廣播公司）      | 4個廣告區域                                | —                           | 1997年3月30日   |
| 6         | 地方電視頻道               | 不適用                                           | 18個                                       | —                           | 自1998年10月起  |

### 已停播頻道
英國迄今大約已有200個電視頻道停播，詳細頻道列表請參閱英國曾有電視頻道列表。

### 闡釋與評述

#### 英國電視的崛起
英國廣播公司成立於1927年，其最初目的是為了促進廣播電台的發展；這也讓其在1936年不可避免地涉足電視廣播領域。英國廣播公司的經費來自於英國居民購買“廣播接收執照（Broadcast Receiving Licence）”的費用，具體費用由英國廣播公司與英國政府協商決定。1947年，電視在英國開始流行起來，但發展速度緩慢。直至1951年，倫敦和伯明翰附近只有兩台發射機；而英國則只有9%的家庭擁有電視機。但英國依然是全球首個向家庭提供每日定期節目編排的國家，同時也是第一個擁有電視行業專業從業技術人員的國家。
直到1972年，英國境內電視的廣播時長都受到郵政總長的控制。在1955年推出商業電視頻道獨立電視台之前，法律限制英國廣播公司的電視服務只能每日播出5小時。而在獨立電視台開播後，兩個電視頻道的每日播出時長被增加到7小時；此後播出時長在不斷增加。到了1960年代末，法律規定英國境內所有電視頻道每週可以播出50個小時。這就意味著BBC電視一台、BBC電視二台和獨立電視台在平日可以播出7小時正常節目，而在週末可以播出7.5小時。而在1957年之前，英國的電視頻道默認在下午6點到7點之間不播出任何電視節目；這被稱為“幼兒休戰”。據說出現這一情況的原因是希望父母能夠在黃金時段到來之前將孩子弄上床睡覺；不過這一限制在1957年被取消。但是週末下午6點到7點依然不能播放電視節目，這是為了回應宗教領袖擔心電視干擾普通民眾參與禮拜的積極性。1958年，電視廣播機構與宗教機構達成協議，這一時段開始被允許播出宗教內容的節目。而完全取消這個限制則到了1972年1月。 後來郵政總長決定對這些限制進行豁免。所有教育類（含繼續教育）、宗教類、國事類、政治類節目及威爾斯語節目均不再受到限制。體育賽事及戶外活動轉播則有單獨的轉播時數配額限制，但這個配額可在每年年內任意使用。這個配額在1950年代中期是200個小時，但到1960年代末期就增加到了350個小時。同時，平安夜、耶誕日、節禮日、跨年夜和元旦日的電視廣播也不受相關限制。
隨著英國保守黨贏得1970年大選而組建政府，英國政府對廣播時間的控制進一步放鬆。起初，標準的廣播日時長被延長到8小時；聖誕節假期的廣播豁免時長也有所增加；體育賽事及戶外活動轉播配額限制也有增加。1972年1月19日，時任郵政與電信大臣的克里斯托弗·查塔韋在下議院宣佈，英國政府從次日起不再限制廣播時間，各電視頻道的廣播時長由各廣播機構自行決定。到同年11月，獨立電視台已經擁有了從上午9點30分開始每日日間時段節目編排；而英國廣播公司旗下頻道也擴大了各自的播出時長，以包括更多的日間節目。
英國政府過去任命英國廣播公司監管理事會的成員；該監管理事會負責英國廣播公司的總體指導和高級管理人員的任命，但不負責其日常管理。2007年，英國廣播公司信託基金替代了英國廣播公司監管理事會的地位。信託基金的運營獨立於英國廣播公司管理層及外部機構，其旨在代表支付電視收視執照費者的最佳利益。而從2017年開始，信託基金的管理權被移交給英國廣播公司董事會，監管權則交由英國通訊管理局；信託基金在實際上已經解散。
英國的商業電視於1955年推出。與美國電視情況不同，英國商業電視中的節目與廣告存在著明顯區別。廣告商只能在商業廣播機構預先設定好的時段內進行投放廣告，其廣告內容與前後的節目並無直接聯繫；同時廣告的內容與性質還要受到獨立電視管理局的嚴格監管，這是英國商業電視機構的管理部門。後續英國商業電視管理機構陸續變更為獨立廣播管理局、獨立電視委員會和英國通訊管理局。目前英國的電視廣告由英國通訊管理局委託廣告標準管理局及廣告事務委員會負責監管。

#### 衛星電視的歷史
英國首個消費級直接衛星廣播（也稱“直接到戶”）服務是1989年推出的“天空電視”，其採用阿斯特拉位於東經19.2°的衛星進行信號傳輸，提供4個模擬電視頻道。與後來獲得英國全國直接衛星廣播執照的英國衛星廣播公司不同，天空電視及其隨後推出的VideoCrypt視頻加密系統均採用PAL制式。
1990年，英國衛星廣播公司推出了D-MAC制式的五個電視頻道——即刻新聞台、銀河娛樂台、BSB電影台、電站音樂台和BSB體育台，這些頻道採用視頻加密系統；該係統源自通用儀器的Videocipher並主要在美國使用。
英國衛星廣播公司的主要賣點是矩形衛星天線和低噪降頻器（又名“高頻頭”）；而天空電視的賣點則是碟形衛星天線及低噪降頻器。兩家公司的主要競爭目標是英國境內的電影版權。天空電視的運營總部位於西倫敦艾索沃斯的工業園內，而英國衛星廣播則位於倫敦當時新建的馬可波羅大樓。
兩家公司後來合併為英國天空廣播公司（BSkyB），而英國廣播公司的系統逐漸被天空電視的所取代。該公司17%的股份在倫敦證券交易所上市（美國存託憑證則在紐約證券交易所上市）；魯伯特·默多克的新聞集團一度持有該公司35%的股份。
1998年，多顆阿斯特拉衛星被發射到東經19.2°，此時廣播衛星的頻道容量已經達到60個；英國天空廣播公司則順勢推出了訂閱付費的數字電視平台天空數字，其通過東經28.2°的衛星提供約300個頻道供消費者選擇。英國天空廣播公司的模擬電視服務現已停止，所有客戶均已轉移至天空數字。
2008月5日，英國廣播公司和獨立電視公司推出免費接收衛星電視服務——Freesat，該服務平台可以免費接收並觀看來自阿斯特拉東經28.2°衛星的電視頻道，包括部分高清電視畫質的內容。

### 產業機構
- 廣播、娛樂、傳播與戲劇工會（英语：Broadcasting, Entertainment, Communications and Theatre Union） · 全國記者工會（英语：National Union of Journalists） · 英國演員公平協會（英语：Equity (British trade union)）：英國廣播行業從業人員工會。

- 清潔廣播（英语：Clearcast）：負責電視廣告文案及最終廣告的清理。於2008年1月1日取代了廣播廣告清理中心（英语：Broadcast Advertising Clearance Centre）。

- 文化、媒體與體育委員會：英國國會下議院的一個專責委員會。負責監督英國政府內監督管理廣播事務的文化、媒體和體育部。

- 數字電視集團（英语：Digital TV Group）：數字電視產業的行業協會。成立於1995年。

- 人人電視（英语：Everyone TV）（前身：數字英國）：負責英國電視數字信號轉換的機構。

- 電影和電視製片人協會（Producers Association for Cinema and Television）

- 皇家電視學會：成立於1927年，是一個討論、分析和保存各種形式的電視（過去、現在和未來）的協會。

- 英國獨立廣播：獨立製作公司和廣播公司的附屬機構，代表歐洲廣播聯盟中非英國廣播公司的其他英國電視從業者的利益。

### 節目類型
- 英國通訊管理局關於體育及在冊或指定活動的規則（英语：Ofcom Code on Sports and Other Listed and Designated Events）

- 英國體育轉播合同（英语：Sports broadcasting contracts in the United Kingdom）

- 英式情景喜劇（英语：British sitcom）

- 輕娛樂（英语：Light entertainment）

- 相關列表
  - 基於英國連續劇改編的美國連續劇列表（英语：List of American television series based on British television series）
  - 基於美國連續劇改編的英國連續劇列表（英语：List of British television series based on American television series）
  - 基於英國連續劇改編的電影列表（英语：List of films based on British television series）
  - BBC廣播節目所衍生電視版列表（英语：List of BBC Radio programmes adapted for television）
  - 英國遊戲節目列表（英语：List of British game shows）
  - 英國播出時間最長節目列表

### 其他條目
- 欣賞指數：衡量公眾對特定電視節目認可程度的百分制評價系統。

- 《廣播（英语：Broadcast (magazine)）》：廣播行業的行業周刊。

- 愛丁堡國際電視節：每年八月在蘇格蘭首都愛丁堡舉辦的電視行業盛會，始於1976年。

- 英國的公共服務廣播（英语：Public service broadcasting in the United Kingdom）：旨在服務公眾利益的非商業性廣播。

- 政府宣傳片：由政府委託製作的通常具有宣導性質的短片。一般會在各大電視頻道的廣告時段播出。

- 電視節目表（英语：TV listings）類和大眾電視雜誌：《廣播時報》、《肥皂劇生活（英语：Soaplife）》、《電視與衛星周刊（英语：TV & Satellite Week）》、《輕鬆電視（英语：TV easy）》、《快電視（英语：TV Quick）》、《電視時代（英语：TVTimes）》、《電視看什麼（英语：What's on TV）》。

### 腳註
1. ↑  以天空集團所提供的基礎電視套餐中的電子節目指南頻道內容為主。事實上，由於英國運營電視服務平台的數量眾多和各平台所提供的服務重合，再加上一些區域電視服務平台及兼職電視服務平台的存在，以及這些平台還提供音頻廣播服務，所以無法進行非常詳細的統計。但以天空集團平台為準，截至2010年中期，大致有285個電視頻道；此外還有部分電視頻道的重播版頻道57個、高清版頻道36個、區域電視選項頻道42個、音頻廣播頻道81個和促銷頻道5個。
2. ↑  於註解a一樣，這也是個大致估略的數字。
3. ↑  由於電視牌照的限制，獨立電視台在英格蘭和威爾士及海峽群島地區以獨立電視一台名義播出，而在蘇格蘭和北愛爾蘭地區則分別以蘇格蘭電視台和埃爾斯特電視台的名義播出。
4. ↑  該數字描述的是英國境內僅使用無線數字電視服務的家庭。若算上同時使用無線數字電視服務和其他服務的家庭則有1,728萬。
5. ↑  當時公司名為“HomeChoice”。
6. ↑  因BT電視與TalkTalk電視都使用YouView硬件進行傳輸，故這個數字也包含上述兩個服務商的數據。
7. ↑  如果手動調諧，則還有200多個廣播頻道可以選擇。
8. ↑  這是用1,132萬個僅用無線電視服務的家庭用戶數加上108個Freesat家庭用戶數得出的估值。
9. ↑  這是根據廣播受眾研究會SVOD家庭追蹤器的2,832萬家庭總數減去Freeview和Freesat合計1,132萬個家庭用戶數得出的估值。這裡假設了Freesat沒有訂閱任何付費電視服務；而衛星電視訂閱也包括了Sky之外的付費平台。
10. ↑  覆蓋範圍數字根據《2017 年互聯國家報告》圖 42 中的每路復用覆蓋範圍計算得出。發射機計數根據電視發射機頻率數據電子表格計算。
11. ↑  此處顯示的地區版本是針對該頻道的所有地區版本，但不包括尚在進行數字轉換的地區，因此僅統計數字電視覆蓋地區。
12. ↑  在北愛爾蘭和威爾斯地區同時推出地區版本的模擬電視版和數字電視版。
13. ↑  在英格蘭和威爾斯地區使用頻道品牌是獨立電視一台；在蘇格蘭地區使用蘇格蘭電視台；在北愛爾蘭地區使用阿爾斯特電視台。
14. ↑  獨立電視一台14個；蘇格蘭電視台2個；阿爾斯特電視台1個。
15. ↑  現為英國和澳大利亞派拉蒙網絡。

### 出典
1. ↑  . 印度时报. 2022-08-28  [2023-09-01]. （原始内容存档于2023-09-01）.
2. 1 2 3 4 5 6 7  . 廣播受眾研究會. 2020-12-01  [2023-09-01]. （原始内容存档于2021-05-15）.
3. 1 2  . Netgem.   [2023-09-01]. （原始内容存档于2023-09-01）. You can subscribe here, or with a broadband bundle through our growing network of Internet Service Provider partners.
4. ↑  . Virgin Media.   [2023-09-01]. （原始内容存档于2009-04-29）.
5. ↑  . Freeview.   [2023-09-01]. （原始内容存档于2023-09-01）.
6. ↑  . Freeview.   [2023-09-01]. （原始内容存档于2023-09-01）.
7. ↑  . Arqiva.   [2023-09-01]. （原始内容存档于2023-09-01）. We can distribute your channel across all major UK platforms including Sky, Freesat, Freeview and YouView with simplicity, speed and the highest levels of service assurance - simply choose your platform and we’ll do the rest.
8. ↑   (PDF). 英國國家檔案館.   [2023-09-04].
9. 1 2  . 英國通訊管理局.   [2023-09-04]. （原始内容存档于2022-04-17）.
10. ↑   (PDF). 英國通訊管理局.   [2023-09-04]. 原始内容存档于2012-10-24.
11. ↑  . Campaign. Haymarket Media Group Ltd. 1998-03-30  [2023-09-04]. （原始内容存档于2023-09-04）.
12. ↑  Dominic White. . 每日電訊報. 2007-01-20  [2023-09-04]. （原始内容存档于2007-01-21）.
13. ↑  . 天空集團.   [2023-09-05]. （原始内容存档于2023-09-05）.
14. ↑  . 廣播受眾研究會. 2020-05-28  [2023-09-05]. （原始内容存档于2020-09-20）.
15. 1 2  . 廣播受眾研究會.   [2023-09-05]. （原始内容存档于2023-09-05）.
16. 1 2  . 廣播受眾研究會.   [2023-09-05]. （原始内容存档于2023-09-05）.
17. 1 2  . TV Licensing.   [2023-09-04]. （原始内容存档于2022-07-03）.
18. ↑  . BBC新聞. 2012-03-05  [2023-09-06]. （原始内容存档于2023-06-02）.
19. ↑  Martin Baccardax. . TheStreet. The Arena Media Brands, LLC. 2018-10-25  [2023-09-06]. （原始内容存档于2021-04-22）.
20. ↑  . BBC新聞. 2014-05-01  [2023-09-06]. （原始内容存档于2023-09-06）.
21. ↑  . 英國通訊管理局.   [2023-09-07]. （原始内容存档于2023-04-05）.
22. ↑   (PDF). 英國通訊管理局.   [2023-09-07]. （原始内容存档 (PDF)于2023-04-09）.
23. ↑  . 英國通訊管理局. 2018-06-01  [2023-09-07]. （原始内容存档于2023-04-12）.
24. ↑  Jasper Jackson. . 衛報. 2015-04-22  [2023-09-07]. （原始内容存档于2023-09-07）.
25. ↑  . BBC新聞. 2018-04-20  [2023-09-07]. （原始内容存档于2023-04-14）.
26. ↑  Mark Di Stefano. . BuzzFeed. 2018-06-08  [2023-09-07]. （原始内容存档于2023-08-27）.
27. ↑  . 英國通訊管理局.   [2023-09-07]. （原始内容存档于2019-05-11）.
28. 1 2  . 英國通訊管理局.   [2023-09-07]. （原始内容存档于2023-09-07）.
29. ↑  . Thinkbox. 2023-07-02  [2023-09-07]. （原始内容存档于2023-09-07）.
30. ↑  . 第四頻道電視公司.   [2023-09-07]. （原始内容存档于2021-01-28）.
31. 1 2  . 英國電影協會.   [2023-09-01]. （原始内容存档于2005-11-22）.
32. ↑  . 英國電影協會.   [2023-09-01]. （原始内容存档于2005-11-25）.
33. ↑  . BBC新聞. 2021-07-12  [2023-09-01]. （原始内容存档于2021-07-12）.
34. 1 2 3  . 英國電影協會.   [2023-09-01]. （原始内容存档于2005-11-22）.
35. ↑  . 英國電影協會.   [2023-09-01]. （原始内容存档于2005-11-22）.
36. ↑  . BBC新聞. 2020-03-24  [2023-09-01]. （原始内容存档于2023-04-22）.
37. ↑   (PDF). 英國通訊管理局: 15. 2012-12-18  [2023-09-01]. （原始内容存档 (PDF)于2023-09-01）.
38. ↑  Timothy Green. . Stein and Day. 1972: 86  [2023-09-01]. ISBN 9780812814248. The annual Miss World Contest, which is often the single most popular program of the year — attracting half the British population — is a natural for BBC 1; so was the Ali-Frazier fight, which was watched by 27.5 million people.
39. ↑  . Longman Asia. 1995: 43. ISBN 9789623599856. 'Ali is so tired he cannot raise his hands. ' The next moment Ali raised his fists and Foreman was knocked out. The 26 million who saw the same fight with the same commentary on BBC-1...did not hear that line. 'Yes, we cut it out, ' said a BBC man last night, 'to spare Harry Carpenter's blushes.'
40. ↑  . 英國電影和電視藝術學院. 2013-11-19  [2023-09-01]. （原始内容存档于2023-09-01）.
41. ↑  . 廣播受眾研究會.   [2023-09-01]. （原始内容存档于2016-03-13）.
42. ↑  . BBC新聞. 2001-08-28  [2023-09-01]. （原始内容存档于2023-04-18）.
43. 1 2 3 4  . 泰晤士報.   [2023-09-02]. （原始内容存档于2023-09-27）.
44. ↑  . BBC.   [2023-09-03]. （原始内容存档于2008-09-21）.
45. ↑   (PDF). BBC. 2011-02  [2023-09-03]. （原始内容存档 (PDF)于2012-03-09）.
46. ↑   (PDF). BBC. 2009-05  [2023-09-03]. （原始内容存档 (PDF)于2014-08-01）.
47. ↑  James Bennett. . Convergence: The International Journal of Research into New Media Technologies. 2008-06-01, 14 (2): 161. S2CID 143508593. doi:10.1177/1354856507087942.
48. ↑  Toby Young. . 獨立報. 2008-05-18  [2023-09-03]. （原始内容存档于2008-06-07）.
49. ↑  Simon Freeman. . 時報在線. 泰晤士報. 2005-03-30  [2023-09-03]. （原始内容存档于2008-10-12）.
50. ↑  . BBC新聞. 2005-01-09  [2023-09-03]. （原始内容存档于2023-09-03）.
51. ↑  . BBC新聞. 2005-06-03  [2023-09-03]. （原始内容存档于2023-09-03）.
52. ↑  . BBC新聞. 2005-06-16  [2023-09-03]. （原始内容存档于2023-09-03）.
53. ↑  . 英國通訊管理局.   [2023-09-07]. （原始内容存档于2023-09-07）.
54. ↑  . 英國通訊管理局. 2020-12-31  [2023-09-07]. （原始内容存档于2010-07-11）.
55. ↑  . 英國政府.   [2023-09-07]. （原始内容存档于2023-09-16）.
56. ↑  . 英國通訊管理局.   [2023-09-07]. （原始内容存档于2023-09-07）.
57. ↑   (PDF). 英國通訊管理局. 2009-02-23  [2023-09-07]. （原始内容存档 (PDF)于2023-04-22）.
58. ↑  . 英國通訊管理局. 2006-06-30  [2023-09-07]. （原始内容存档于2023-09-07）.
59. ↑  . 英國通訊管理局.   [2023-09-07]. （原始内容存档于2023-09-07）.
60. ↑  . Broadcast Now.   [2023-09-07]. （原始内容存档于2021-09-19）.
61. ↑  . 廣告事務委員會.   [2023-09-07]. （原始内容存档于2023-09-07）.
62. ↑  . 英國政府.   [2023-09-04]. （原始内容存档于2023-09-25）.
63. ↑  . 國民報. 2019-06-13  [2023-09-04]. （原始内容存档于2023-09-04）.
64. ↑  . 英國廣播公司.   [2023-09-04]. （原始内容存档于2023-09-04）.
65. ↑  . 英國通訊管理局. 2006-01-10  [2023-09-08]. （原始内容存档于2008-10-08）.
66. ↑  . 獨立電視公司.   [2023-09-08]. （原始内容存档于2007-08-17）.
67. ↑  Steve Hewlett. . 衛報. 2007-09-17  [2023-09-08]. （原始内容存档于2023-07-19）.
68. ↑  . ITV工作室.   [2023-09-08]. （原始内容存档于2023-09-08）.
69. ↑  Jana Bennett. . BBC博客. 英國廣播公司. 2010-05-27  [2023-09-09]. （原始内容存档于2023-09-09）.
70. ↑  . 第四頻道電視公司.   [2023-09-09]. （原始内容存档于2023-09-09）.
71. ↑  . 第五頻道廣播公司. 2016-05-24  [2023-09-09]. （原始内容存档于2023-09-11）.
72. ↑  John Logie Baird. . Baird Television.   [2023-09-09]. （原始内容存档于2023-05-09）.
73. ↑  John Albert Walker. . Indiana University Press. 1993: 167. ISBN 9780861964352.
74. ↑  DigitalMetaData. . YouTube. DigitalMetaData.   [2023-09-09]. （原始内容存档于2023-04-09）.
75. ↑  . BBC新聞. 2003-03-12  [2023-09-09]. （原始内容存档于2009-05-12）.
76. ↑  . 英國廣播公司. 2003-07-29  [2023-09-09]. （原始内容存档于2015-10-17）.
77. ↑  . SubTV. 2001-11-26  [2023-09-09]. （原始内容存档于2001-11-20）.
78. ↑  . 英國廣播公司. 1994-04-29  [2023-09-10]. （原始内容存档于2023-06-23）.
79. ↑  Andrew Laughlin. . Digital Spy. Hearst UK. 2011-12-08  [2023-09-10]. （原始内容存档于2022-08-10）.
80. ↑  . BBC新聞. 2012-03-08  [2023-09-10]. （原始内容存档于2022-02-21）.
81. ↑  Andrew Corcoran. . YouTube. 2012-10-24  [2023-09-10]. （原始内容存档于2021-12-15）.
82. ↑  . YouTube. 2012-10-24  [2023-09-10]. （原始内容存档于2021-12-15）.
83. ↑  . Freewire.   [2023-09-10]. （原始内容存档于2014-06-26）.
84. ↑  . EE Limited.   [2023-09-10].
85. ↑  . 加網.   [2023-09-10]. （原始内容存档于2023-06-09）.
86. ↑  . Advanced Television Ltd. 2014-08-12  [2023-09-10]. （原始内容存档于2023-03-22）.
87. ↑  . 英國廣播公司.   [2023-09-11]. （原始内容存档于2008-03-21）.
88. ↑  . 英國廣播公司.   [2023-09-11]. （原始内容存档于2008-03-21）.
89. ↑  Anthony Smith (编). . Oxford University Press. 1995. ISBN 9780198119999.
90. ↑  Jason Plautz. . Mental Floss. 2012-02-16  [2023-09-11]. （原始内容存档于2023-06-04）.
91. ↑  Chris Carter. . Money Week. Future Publishing Limited. 2021-02-16  [2023-09-11]. （原始内容存档于2023-03-20）.
92. ↑  . Independent Tele Web.   [2023-09-11]. （原始内容存档于2021-05-13）.
93. ↑  . 英國國會. 1972-01-19  [2023-09-11]. （原始内容存档于2018-07-24）.

## 外部連接
- 皇家電視學會 （页面存档备份，存于）
- 英國電影和電視藝術學院 （页面存档备份，存于）
- 英國電影協會 （页面存档备份，存于）
- 英國通訊管理局 （页面存档备份，存于）